# 대공황

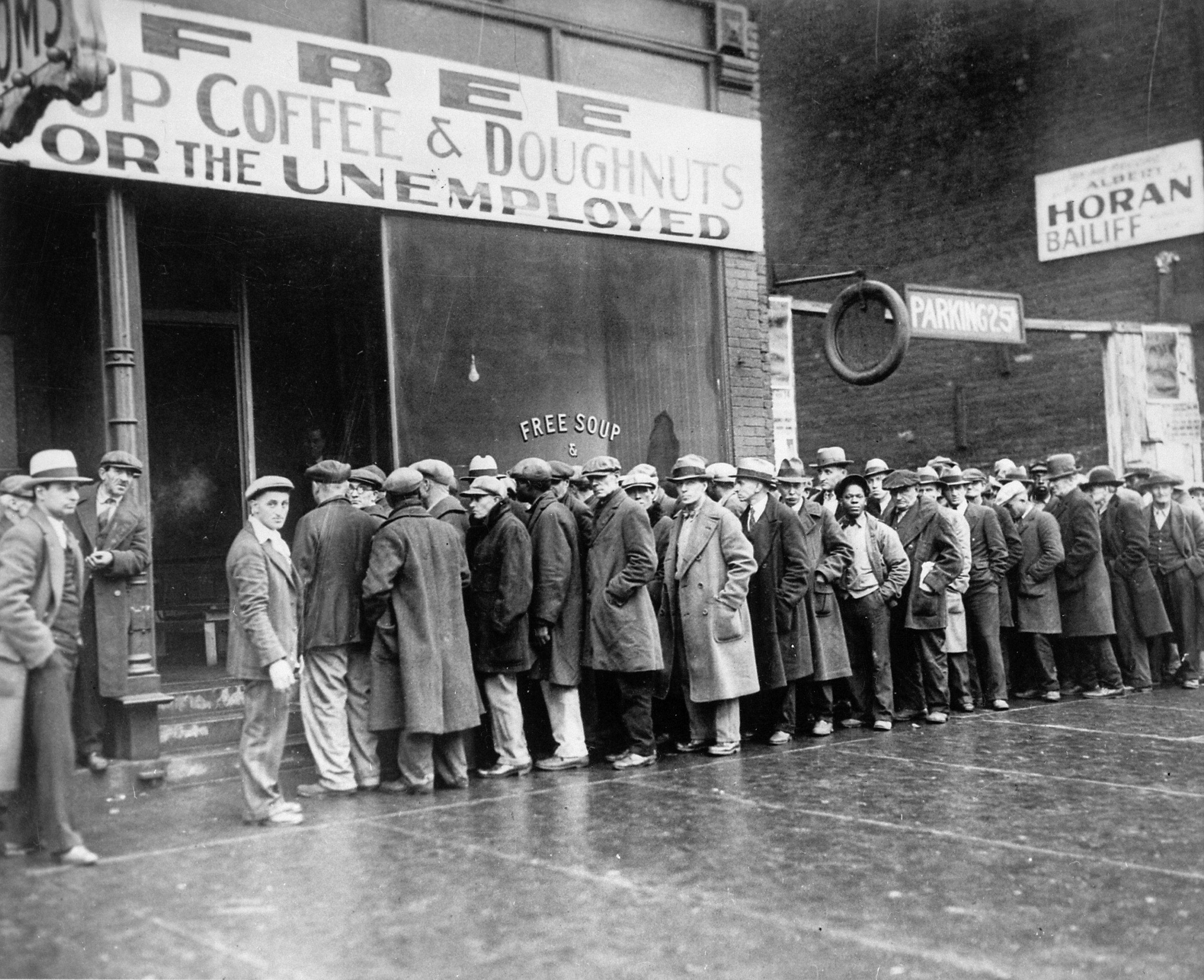
1931년 2월 대공황 기간 중 실업자들이 시카고에서 알 카포네가 연 수프 키친 밖에 식사를 받기 위해 줄지어 서 있는 모습

대공황(大恐慌, Great Depression)은 1929년부터 1939년까지 이어진 심각한 전 세계적인 경제 불황이다. 이 기간 높은 실업률과 빈곤, 공업 생산 및 국제 무역의 급격한 감소, 전 세계적인 은행 및 기업 파산이 일어났다. 1929년 세계 최대 경제대국인 미국에서 시작된 이 공황이 경제적 전염으로 전 세계에 퍼졌으며, 종종 대공황의 시작으로 여겨지는 폭락 사태인 1929년 월스트리트 대폭락이 그 시발점이었다. 가장 많은 실업자를 기록한 국가에는 미국, 영국, 독일이 있다.
대공황 이전에는 미국에 "광란의 20년대"로 알려진 산업 성장과 사회 발전의 시기가 있었다. 이 호황으로 발생한 수익의 상당 부분이 주식시장과 같은 투기에 투자되었으며, 이는 부의 불평등 심화에 기여했다. 은행은 최소한의 규제를 받았고, 이는 무분별한 대출과 광범위한 부채로 이어졌다. 1929년 들어 발생한 소비 감소는 제조업 생산량 감소와 실업 증가를 야기했다. 주가는 1929년 10월 폭락 때까지 계속 상승하다가 이후 1932년 7월까지 하락세가 이어졌고, 금융 시스템에 대한 신뢰도 내려갔다. 1933년까지 미국의 실업률은 25%로 치솟았고, 농민의 약 3분의 1이 땅을 잃었으며, 25,000개 은행 중 9,000개가 문을 닫았다. 허버트 후버 대통령은 경제에 대한 대대적인 개입을 꺼렸고, 1930년에는 대공황을 악화시킨 스무트-홀리 관세법에 서명했다. 1932년 대통령 선거에서 후버는 프랭클린 D. 루스벨트에게 패배했고, 루스벨트는 1933년부터 구제와 일자리 창출을 위해 일련의 확장적인 뉴딜 정책을 추진했다. 미국의 대출에 크게 의존했던 독일에서는 위기로 인해 실업률이 거의 30%까지 치솟고 정치적 극단주의가 부추겨져 1933년 아돌프 히틀러의 나치당이 집권하는 길을 닦았다.
1929년부터 1932년까지 전 세계 국내총생산(GDP)은 약 15% 감소했으며, 미국에서는 대공황으로 인해 GDP가 30% 감소했다. 회복 속도는 전 세계적으로 매우 달랐다. 미국, 독일, 일본 등 일부 경제권은 1930년대 중반까지 회복하기 시작했지만, 프랑스 등 다른 국가에선 1930년대 후반까지 공황 이전의 성장률로 돌아오지 못했다. 대공황은 부유한 국가와 빈곤한 국가 모두에게 파괴적인 경제적 영향을 미쳤다. 모든 국가에서 개인 소득, 물가(디플레이션), 세수, 이익이 하락했다. 국제 무역은 50% 이상 감소했고, 일부 국가의 실업률은 33%까지 치솟았다. 전 세계 도시들, 특히 중공업에 의존하는 도시들은 큰 영향을 받았다. 많은 국가에서 건설이 거의 중단되었고, 농작물 가격이 최대 60% 하락하면서 농업 공동체와 농촌 지역이 고통받았다. 수요 폭락과 일자리 부족에 직면해 1차 산업에 의존하는 지역이 가장 큰 타격을 입었다. 1939년 제2차 세계 대전의 발발은 대공황을 종식시켰는데, 전쟁이 공장 생산을 자극하여 일자리를 제공하고, 젊은 실업자들을 대거 군대로 흡수하면서 여성에게도 일자리가 제공되었다.
대공황의 정확한 원인이 무엇인지 논란이 많다. 예를 들어, 일부 역사학자는 비화폐적 경제 원인에 초점을 맞춘다. 이 중 일부는 월스트리트 폭락 자체를 주 원인으로 간주하지만, 다른 학계에선 폭락이 이미 1920년대 후반에 진행 중이었던 그 시대의 보다 일반적인 경제 동향의 단순한 증상이었다고 생각한다. 20세기 후반에 부각된 대조적인 견해는 통화 정책 실패에 더 큰 역할이 있었다고 강조한다. 이 저자에 따르면, 일반적인 경제 동향이 불황의 발생을 설명할 수 있지만 그 심각성과 지속 기간을 설명하기에는 부족하다고 지적한다. 그러므로 1929년 초기 경제 침체에 이은 유동성 위기와 그에 따른 은행 파산 및 금융 시장의 전반적인 붕괴에 대한 적절한 대응 부족이 긴 대공황의 원인이라고 주장한다.

## 개요

### 위기 시작 시점의 경제 상황
1929년 월스트리트 대폭락 이후, 다우 존스 산업평균지수가 두 달 만에 381에서 198로 떨어졌을 때에도 낙관론은 얼마 동안 지속되었다. 주식 시장은 1930년 초에 상승하여 4월에는 다우 지수가 294(불황 이전 수준)로 돌아왔지만, 이후 몇 년간 꾸준히 하락하여 1932년에는 최저 41까지 떨어졌다.
초기에는 정부와 기업이 1930년 상반기에 전년도 같은 기간보다 더 많이 지출했다. 반면 전년도 주식 시장에서 큰 손실을 본 많은 소비자는 지출을 10% 줄였다. 게다가 1930년대 중반부터 심각한 가뭄이 미국 농업 중심지를 황폐화시켰다.
금리는 1930년 중반까지 낮은 수준으로 떨어졌지만, 디플레이션 전망과 계속되는 사람들의 대출 기피로 인해 소비 지출과 투자는 낮은 수준이 이어졌다. 1930년 5월까지 자동차 판매는 1928년 수준 이하로 떨어졌다. 전반적으로 물가는 하락하기 시작했지만 임금은 1930년에는 안정적으로 유지되었다. 그러다가 1931년에 디플레이션의 나선이 시작되었다. 농민들은 더 나쁜 전망에 빠졌다. 농작물 가격 하락과 대평원 가뭄이 농민의 경제적 전망을 위축시켰다. 대공황 절정기에는 연방의 지원에도 불구하고 대평원 지역 농가의 거의 10%가 주인이 바뀌었다.

### 미국 이외의 지역
처음에는 미국 경제의 침체가 무역, 자본 이동 및 글로벌 비즈니스 신뢰 하락으로 인해 다른 대부분의 국가에서도 경기 침체를 유발한 요인으로 작용했다. 이후 각국의 내부 약점이나 강점이 상황을 악화시키거나 개선시켰다. 예를 들어, 1920년대 후반기 내내 경기 침체를 겪었던 영국의 경제는 미국의 불황 충격에 보다 덜 영향을 받았다. 이와 대조적으로 독일 경제는 미국과 유사한 공업 생산량 감소를 보였다. 일부 경제사학자는 회복 속도와 경제 침체의 상대적 심각성 차이를 특정 국가가 자국 통화를 효과적으로 평가절하할 수 있었는지 여부에 기인한다고 분석한다. 이는 영국, 아르헨티나, 브라질 등 통화를 일찍 평가절하하고 상대적으로 빠르게 정상적인 성장세로 돌아온 국가와 프랑스나 벨기에처럼 금본위제를 고수한 국가 사이의 위기 진행 방식의 대조로 뒷받침된다.
개별 국가들이 보호무역 정책을 통해 자국 경제를 지탱하려는 광적인 시도, 예를 들어 1930년 미국의 스무트-홀리 관세법 및 다른 국가들의 보복 관세는 세계 무역 붕괴를 악화시키고 대공황에 기여했다. 1933년까지 경제 침체는 세계 무역량을 4년 전 수준의 3분의 1로 떨어뜨렸다.
|           | 미국  | 영국  | 프랑스 | 독일  |
| --------- | ----- | ----- | ------ | ----- |
| 공업 생산 | −46%  | −23%  | −24%   | −41%  |
| 도매 물가 | −32%  | −33%  | −34%   | −29%  |
| 대외 무역 | −70%  | −60%  | −54%   | −61%  |
| 실업      | +607% | +129% | +214%  | +232% |

## 경과

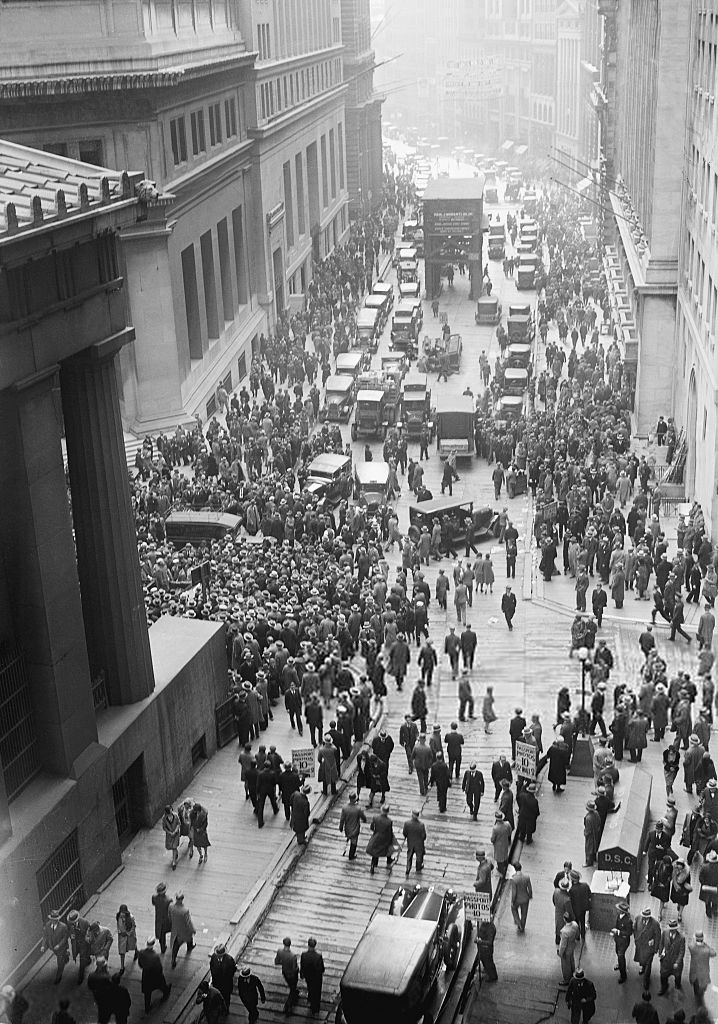
1929년 주가 폭락 후 월가와 브로드 스트리트 교차로에 모인 사람들

### 기원
대공황 발생의 정확한 원인은 논란의 여지가 있으며 전 세계적 현상과 국가적 현상 모두를 원인으로 집을 수 있지만, 그 직접적인 기원은 초기 위기가 전 세계로 확산된 미국 경제 맥락사에서 가장 편하게 살펴볼 수 있다.
제1차 세계 대전 이후 미국의 광란의 20년대는 미국과 서유럽에 상당한 부를 가져다주었다. 처음에는 1929년이 좋은 경제 전망으로 시작되었다. 1929년 3월 25일의 작은 폭락에도 불구하고 시장은 9월까지 점진적으로 상승장으로 보였다. 하지만 9월 말에는 주가가 하락하기 시작했고 변동성이 심했다. 10월 중순부터 대규모 주식 매도가 시작되었다. 마침내 10월 24일 검은 목요일에 미국 주식 시장은 개장과 동시에 11% 폭락했다. 시장을 안정시키려는 시도는 실패했고, 10월 28일 검은 월요일에는 시장이 또 12% 폭락했다. 공포는 다음 날 검은 화요일에 절정에 달했으며, 시장은 또 다시 11% 하락했다. 수천 명의 투자자가 파산했고, 수십억 달러가 증발했으며, 많은 주식은 어떤 가격으로도 팔리지 않았다. 시장은 수요일에 12% 회복했지만, 그때까지 상당한 피해가 발생했다. 11월 14일부터 1930년 4월 17일까지 주가 회복기가 있었지만 전반적인 상황은 장기적인 침체로 빠져들었다. 1929년 9월부터 1932년 7월 8일까지 시장은 가치의 85%를 상실했다.

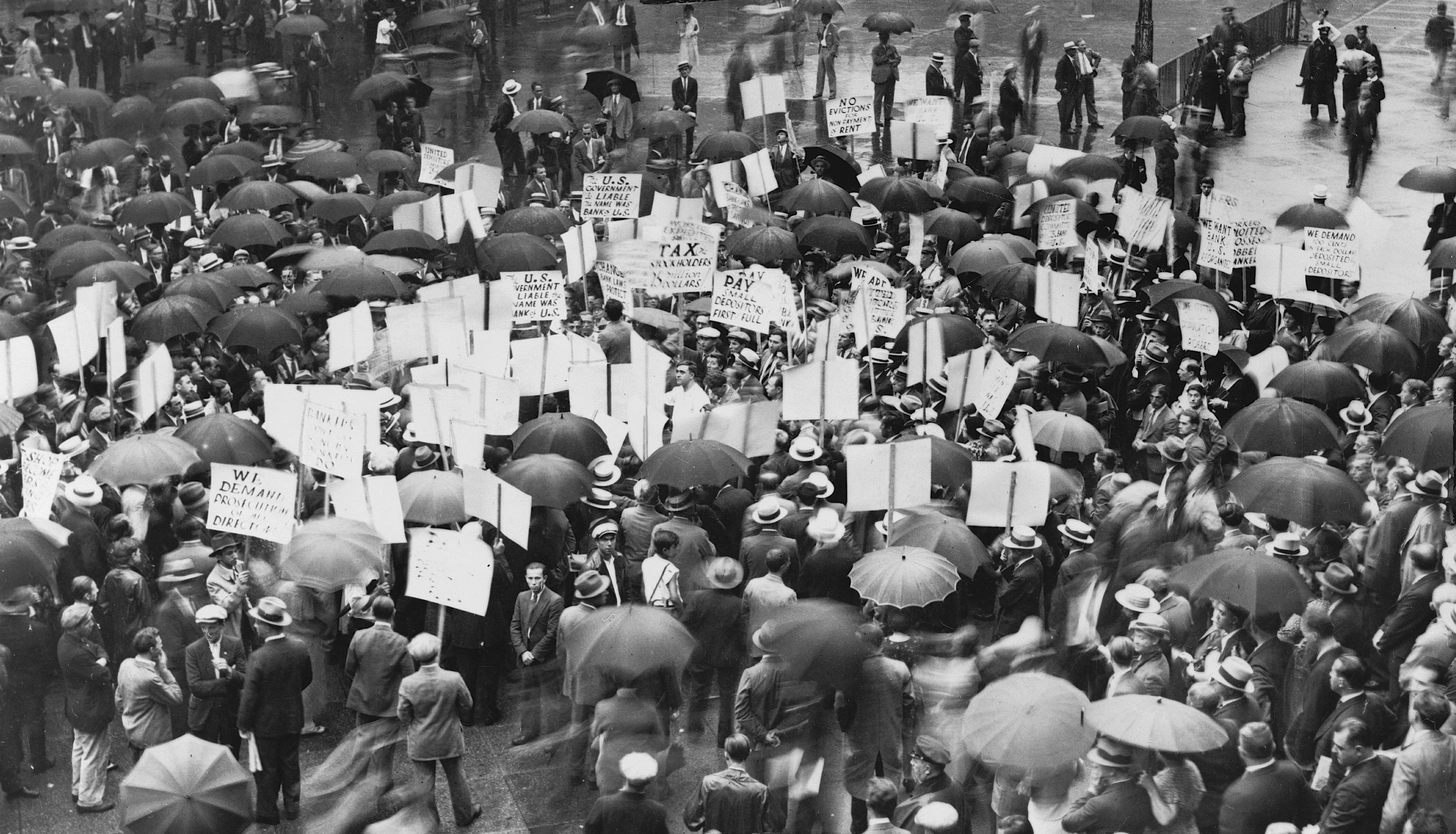
1931년 파산 후 뉴욕의 뱅크 오브 유나이티드 스테이츠 밖에 모인 사람들

폭락에도 불구하고 최악의 위기는 1929년 이후까지 전 세계로 파급되지 않았다. 위기는 1930년 12월에 다시 공황 수준에 이르렀는데, 사설 은행이었던 뱅크 오브 유나이티드 스테이츠(미국 정부와 관련이 없으며, 연방준비제도와 혼동하지 말 것)에 뱅크런이 발생했다. 모든 채권자에게 예금을 지급할 수 없었던 은행은 파산했다. 1930년 11월과 12월에 폐쇄된 608개의 미국 은행 중 뱅크 오브 유나이티드 스테이츠는 총 5억 5천만 달러의 예금 손실 중 3분의 1을 차지했으며, 이 은행의 폐쇄로 은행 파산은 임계점에 도달했다.

### 스무트-홀리 관세법과 국제 무역의 붕괴

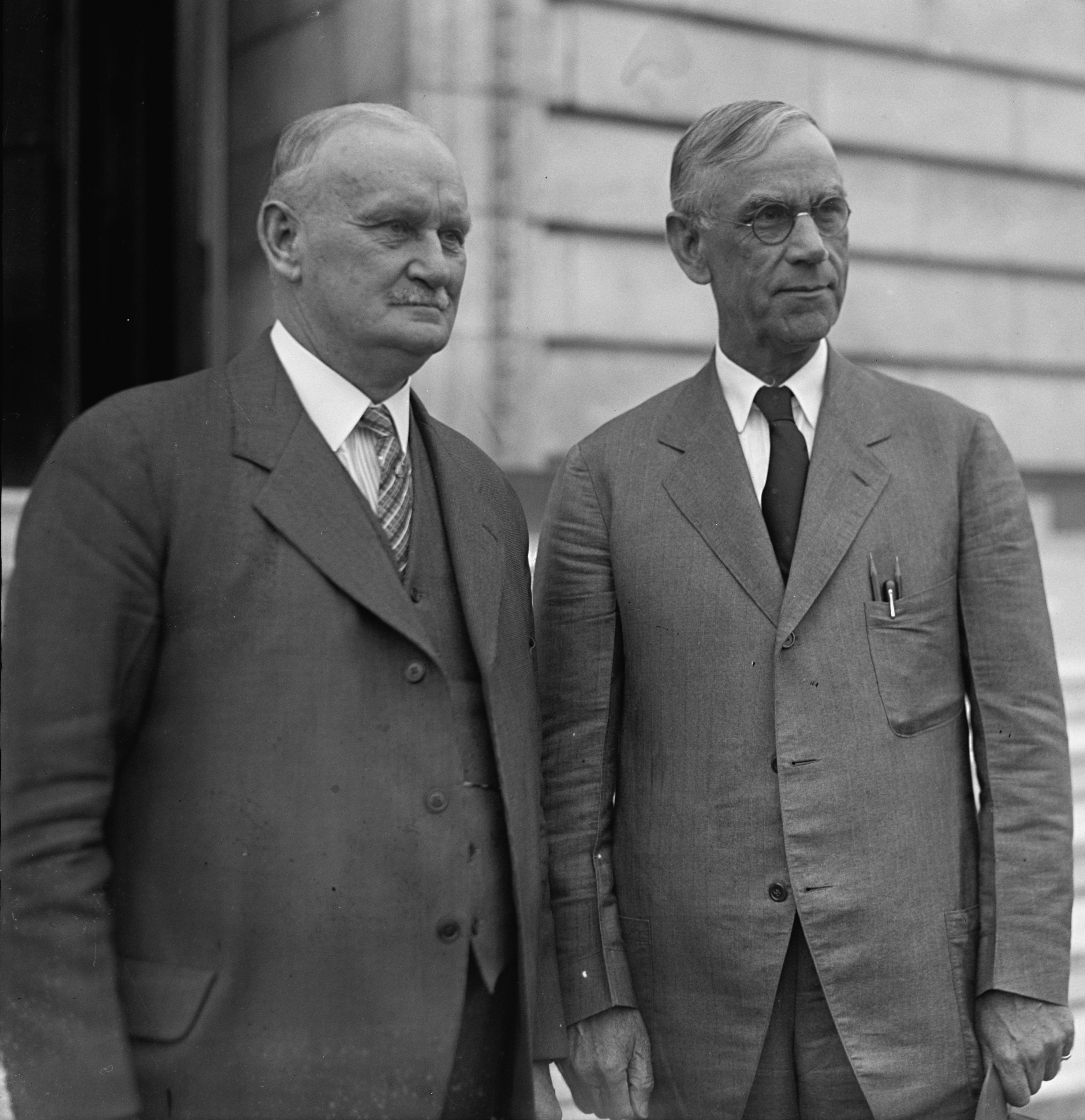
윌리스 홀리 (왼쪽)와 리드 스무트. 1929년 4월 스무트-홀리 관세법이 하원을 통과하기 직전의 모습이다.

위기 대응의 초기 조치로 미국 의회는 1930년 6월 17일 스무트-홀리 관세법을 통과시켰다. 이 법은 외국 수입품에 고관세를 부과하여 미국 경제를 외국 경쟁으로부터 보호하는 것을 표면적인 목표로 삼았다. 경제학자와 경제 사학자(특히 케인스학파, 통화주의자 및 오스트리아 학파 경제학자) 사이의 공통적인 견해는 스무트-홀리 관세법이 실제로 의도했던 것과는 정반대의 효과를 가져왔다는 것이다. 이 법은 국내 생산 회복 후 경제 회복을 방해하고 무역량을 저해함으로써 대공황을 악화시켰다. 하지만 이 법이 끼친 영향의 정확한 범위에 대해서는 여전히 이견이 있다.
일반적인 견해로는 스무트-홀리 관세가 대공황의 주요 원인 중 하나로 꼽혔다. 1995년 미국 경제 사학자를 대상으로 한 설문조사에서 3분의 2가 스무트-홀리 관세법이 적어도 대공황을 악화시켰다는 데 동의했다. 미국 상원 웹사이트에 따르면, 스무트-홀리 관세법은 의회 역사상 가장 재앙적인 법 중 하나이다.
많은 경제학자는 1930년 이후 국제 무역의 급격한 감소가 대공황을 악화시켰다고 주장했으며, 특히 대외 무역에 크게 의존하는 국가들에게 더욱 그러했다. 대부분의 역사학자와 경제학자는 이 법이 국제 무역을 심각하게 감소시키고 다른 국가들의 보복 관세를 유발하여 대공황을 악화시킨다고 비난한다. 대외 무역은 미국 전체 경제 활동에서 작은 부분을 차지했고 농업과 같은 몇몇 사업에 집중되었지만, 다른 많은 국가에서는 훨씬 더 큰 요인으로 작용했다. 1921~1925년 관세 부과 수입품에 대한 평균 종가 관세율은 25.9%였지만, 새로운 관세법에 따라 1931~1935년 동안 50%로 급등했다. 달러 기준으로 미국 수출은 다음 4년 동안 1929년 약 52억 달러에서 1933년 17억 달러로 감소했다. 따라서 수출의 물리적 양뿐만 아니라 가격도 약 1⁄3 정도 하락했다. 가장 큰 타격을 입은 물품은 밀, 면화, 담배, 목재와 같은 농산물이었다.
전 세계 정부는 외국 상품에 대한 지출을 줄이기 위해 "관세, 수입 쿼터, 환전 통제"와 같은 다양한 무역 제한 조치를 취했다. 이러한 제한은 상당한 양의 양자 무역을 가진 국가들 사이에서 큰 긴장을 유발하여 대공황 기간 동안 주요 수출입 감소를 일으켰다. 모든 정부가 동일한 보호무역 조치를 시행한 것은 아니었다. 일부 국가는 관세를 급격히 인상하고 외환 거래에 대한 엄격한 제한을 시행한 반면, 다른 국가는 "무역 및 외환 제한을 미미하게만" 줄였다.
- "금본위제를 유지하며 환율을 고정한 국가는 대외 무역을 제한할 가능성이 더 높았다." 이러한 국가는 "국제수지를 강화하고 금 유출을 제한하기 위해 보호무역 정책에 의존했다." 또한 이러한 제한과 통제가 경제 침체를 막을 수 있기를 희망했다.[35]
- 금본위제를 포기한 국가는 통화 가치를 절하하여 국제수지를 강화할 수 있었다. 또한 중앙은행이 금리를 낮추고 최종 대부자 역할을 할 수 있도록 통화 정책의 자유를 얻었다. 이 국가는 대공황에 맞서 싸울 수 있는 최고의 정책 수단을 보유하고 있었으며 보호무역이 필요하지 않았다.[35]
- "한 국가의 경기 침체의 기간과 깊이, 그리고 회복의 시기와 활력은 금본위제를 얼마나 오래 유지했는지와 관련이 있다. 금본위제를 상대적으로 일찍 포기한 국가들은 비교적 온건한 경기 침체와 조기 회복을 경험했다. 반면, 금본위제를 유지한 국가들은 장기 침체를 경험했다."[35]

### 금본위제와 세계 대공황의 확산
금본위제는 대공황의 주요 전파 과정으로 작동했다. 은행 파산과 통화 수축을 직접적으로 겪지 않은 국가조차도 디플레이션 정책을 수행한 국가의 금리 상승이 금리가 낮은 국가에서 금 유출로 이어졌기 때문에 디플레이션 정책을 따라갈 수밖에 없었다. 금본위제의 가격-금 흐름 메커니즘 하에서, 금을 잃고도 금본위제를 유지하려는 국가는 통화 공급을 줄이고 국내 물가를 하락시켜야 했다(디플레이션).

#### 금본위제

국제적 관점에서 본 대공황 그래프. 1925년부터 1940년까지 1인당 소득의 변화이다.

일부 경제 연구에 따르면 금본위제의 경직성이 전 세계적으로 불황을 확산시켰을 뿐만 아니라 금 태환을 중단한 것(통화의 금 가치 절하)이 회복을 가능하게 하는 데 가장 큰 기여를 했다는 것을 보여주었다.
모든 주요 통화는 대공황 기간 금본위제를 포기했다. 영국이 가장 먼저 금본위제를 포기했다. 파운드 스털링에 대한 투기적 공격과 금보유고 고갈에 직면한 잉글랜드 은행은 1931년 9월 파운드화 지폐의 금 태환을 중단하고 파운드화를 외환 시장에 연동했다. 일본과 스칸디나비아 국가들은 1931년에 뒤따라 금본위제를 포기했다. 이탈리아와 미국과 같은 다른 국가는 1932년이나 1933년까지 금본위제를 유지했으며 프랑스가 주도하고 폴란드, 벨기에, 스위스를 포함한 소위 "금 블록"의 몇몇 국가는 1935~36년까지 금본위제를 고수했다.
이후 분석에 따르면 금본위제에서 조기 이탈한 국가가 경제 회복을 안정적으로 달성했음을 밝혀냈다. 예를 들어, 1931년에 금본위제를 이탈한 영국과 스칸디나비아는 금본위제를 훨씬 더 오래 유지한 프랑스와 벨기에보다 훨씬 일찍 회복했다. 은본위제를 채택한 중국과 같은 국가는 대공황을 거의 완전히 피했다. 금본위제 이탈과 대공황 심각성 및 회복 기간 사이의 연관성은 개발도상국을 포함한 수십 개 국가에서 일관되게 나타났다. 이는 대공황의 경험과 기간이 전 세계 지역과 국가마다 다른 이유를 부분적으로 설명한다.

#### 1931년 독일 은행 위기와 영국 위기
1931년 중반, 오스트리아 빈의 크레디탄슈탈트 은행 파산으로 금융 위기가 통제 불능 상태로 확대되었다. 이는 이미 정치적 혼란을 겪고 있던 독일에 큰 압력을 가했다. 민족사회주의(나치) 운동과 공산주의 운동의 폭력성 증가와 엄격한 정부 재정 정책에 대한 투자자의 불안감으로 인해 투자자는 신뢰가 급락해 독일에서 단기 자금을 회수했다. 라이히스뱅크는 6월 첫 주에 1억 5천만 마르크, 둘째 주에 5억 4천만 마르크, 6월 19~20일 이틀 동안 1억 5천만 마르크를 상실했다. 경제 붕괴가 임박했다. 허버트 후버 미국 대통령은 전쟁 배상금 지불 유예를 요청했다. 이는 독일의 꾸준한 배상금 지불에 재정을 의존하던 프랑스를 분노하게 만들었지만 경제 위기를 늦추었고, 1931년 7월에 지불 유예가 합의되었다. 7월 말 런던에서 열린 국제 회의에서는 합의가 이루어지지 않았지만, 8월 19일 현상유지 협정에 따라 독일의 대외 채무는 6개월 동안 동결되었다. 독일은 뉴욕의 개인 은행뿐만 아니라 국제결제은행과 잉글랜드 은행으로부터 긴급 자금을 수혈받았다. 하지만 이 자금은 붕괴 과정을 늦추는 데 그쳤다. 독일에서 산업 부문 붕괴가 시작되었고, 7월에 주요 은행이 문을 닫았으며 모든 독일 은행에 대해 이틀 휴무가 선언되었다. 7월에는 사업 붕괴가 더 빈번해졌고 루마니아와 헝가리로 경제 붕괴가 확산되었다. 독일에서도 위기가 계속 악화되어 정치적 격변을 불러왔고, 이는 결국 1933년 1월 히틀러의 나치 정권 집권으로 이어졌다.
이제 세계 금융 위기는 영국을 넘어서 전 세계를 압도하기 시작했다. 전 세계 투자자는 하루에 250만 파운드 비율로 런던에서 금을 인출하기 시작했다. 프랑스 은행과 뉴욕 연방준비은행으로부터 받은 각각 2,500만 파운드의 신용과 1,500만 파운드의 보증 발행은 영국 위기를 늦추었지만 상황을 역전시키지는 못했다. 금융 위기는 1931년 8월 영국에서 주요 정치 위기로 이어졌다. 적자가 증가하자 은행가는 정부에 예산 균형을 요구했다. 램지 맥도널드 총리의 분열된 노동당 정부는 이에 동의했다. 정부는 세금을 인상하고 지출을 삭감하며, 가장 논란이 많았던 조치인 실업 수당을 20% 삭감하는 방안을 제안했다. 하지만 복지에 대한 공격은 노동 운동에 용납될 수 없었다. 맥도널드는 사임하려 했지만 조지 5세 국왕은 그가 남아 전당 연합인 "국민정부"를 구성할 것을 주장했다. 보수당과 자유당은 소수의 노동당 인사들과 함께 합류했지만, 대부분의 노동당 지도자들은 맥도널드를 신정부를 이끈 배신자라고 비난했다. 영국은 금본위제를 포기했고, 대공황 기간 다른 주요 국가들보다 상대적으로 피해가 적었다. 1931년 영국 총선에서 노동당은 사실상 붕괴되었고, 맥도널드는 대부분이 보수당 연합의 총리로 남았다.

### 전환점과 회복

2000년 기준 달러로 표시된 1인당 GDP(1인당 평균 소득)로 본 미국 대공황의 전체 과정과 당시 주요 사건을 그린 그래프. 점선 빨간색 선은 1920년~1970년 장기 추세선이다.

세계 대부분의 국가에서 대공황 시기를 넘은 회복은 1933년에 시작되었다. 미국에서는 1933년 초에 회복이 시작되었지만 10년 이상 지나서야 1929년의 GNP 수준으로 돌아왔고 1940년에도 실업률은 15% 정도를 기록했지만 1933년 최고치인 25%보다는 낮아졌다.
대부분의 경제학자 사이에서 루스벨트 임기 대부분(그리고 이를 중단시킨 1937년 경기 침체) 지속된 미국 경제 팽창의 원동력이 무엇인지에 대한 합의는 없다. 대부분의 경제학자 사이의 일반적인 견해는 루스벨트의 뉴딜 정책이 회복을 유발하거나 가속화했지만, 그의 정책이 경제를 불황에서 완전히 벗어나게 할 만큼 강력하지는 않았다는 것이다. 일부 경제학자는 루스벨트의 말과 행동이 예고한 리플레이션 및 명목 이자율 상승에 대한 기대가 긍정적인 영향을 미쳤다는 점에도 주목한다. 1937년 말부터 시작된 리플레이션 정책의 철회가 불황으로 이어진 것도 위 가설을 증명한다. 리플레이션을 뒤집은 정책 중 하나는 1935년 은행법으로, 사실상 지급준비율을 인상하여 통화 긴축을 야기하고 회복을 저해했다. GDP는 1938년에 상승세로 돌아섰다. 일부 경제학자의 수정주의적 견해는 뉴딜 정책이 대공황을 연장시켰다고 주장하며, 이들은 1933년 국가산업부흥법과 1935년 전국노동관계법이 경쟁을 제한하고 가격 고정제를 확립했다고 주장한다. 존 메이너드 케인스는 루스벨트 하의 뉴딜 정책만이 대공황을 끝냈다고 생각하지 않았다. "자본주의적 민주주의가 내 주장을 증명할 대규모 실험을 수행하는 데 필요한 규모의 지출을 조직하는 것은 정치적으로 불가능한 것 같다. 전쟁 상황에서는 예외이다."라고 말했다.
크리스티나 로머에 따르면, 대규모 국제 금 유입으로 인한 통화 공급 증가가 미국 경제 회복의 결정적인 원인이었으며 경제는 자체적으로 수정될 기미를 거의 보이지 않았다. 금 유입은 한편으로는 미국 달러 평가 절하 때문이었고, 다른 한편으로는 유럽의 정치 상황 악화 때문이었다. 《미국 화폐사》라는 책에서 밀턴 프리드먼과 안나 슈와르츠도 회복을 통화적 요인으로 돌리며, 연방준비제도의 잘못된 통화 관리로 인해 회복이 크게 늦어졌다고 주장했다. 벤 버냉키 연방준비제도 의장(2006~2014년)도 통화적 요인이 전 세계적인 경제 침체와 궁극적인 회복 모두에서 중요한 역할을 했다는 데 동의했다. 또한 버냉키는 제도적 요인, 특히 금융 체계의 재건과 구조 조정에 중요한 역할이 있다고 보았으며, 대공황을 국제적 관점에서 검토해야 한다고 지적했다.

#### 여성과 가계 경제의 역할
대공황 시기 여성의 주된 역할은 주부였다. 꾸준한 가계 소득이 없으면 음식, 옷, 의료 문제에 대처하기가 훨씬 어려워졌다. 아이를 가지는 일이 가족이 재정적으로 부양할 수 있을 때까지 미뤄져 모든 곳에서 출산율이 감소했다. 14개 주요 국가의 평균 출산율은 1930년 인구 1000명당 19.3명에서 1935년 17.0명으로 12% 하락했다. 캐나다에서는 로마 가톨릭 여성의 절반이 교회 교리를 무시하고 피임을 사용하여 출산을 미뤘다.
노동력에 참여한 소수의 여성들 중에서는 화이트칼라 직업에서 해고가 덜 흔했지만 여성은 일반적으로 경공업 작업에 종사했다. 하지만 가족이 한 명만 유급 직업을 갖도록 제한하라는 요구가 광범위하게 퍼져, 남편이 취업하면 아내가 일자리를 잃을 수도 있었다. 영국 전역에서는 기혼 여성이 특히 시간제 일자리를 위해 노동력으로 일하는 경향이 있었다.
프랑스에서는 특히 독일에 비해 매우 느린 인구 증가율이 1930년대에도 심각한 문제로 남아 있었다. 대공황 기간 동안 복지정책 확대에 대한 지지에는 가족 내 여성에 대한 문제가 포함되었다. 출산자문위원회(Conseil Supérieur de la Natalité)는 가족법(1939년, Code de la Famille)의 조항 제정에 대한 캠페인을 벌였는데, 이는 자녀가 있는 가족에 대한 국가 지원을 확대하고 고용주가 남편이 취업했더라도 아버지의 일자리를 보호하도록 요구했다.
농촌과 소도시 지역에서는 여성들이 채소밭 운영을 확대하여 가능한 한 많은 식량을 생산했다. 미국에서는 농업 조직이 주부에게 정원을 최적화하고 고기와 달걀을 위해 가금류를 키우는 방법을 가르치는 프로그램을 후원했다. 농촌 여성은 사료 부대 드레스를 입고 자신과 가족, 집을 위해 기타 물품을 사료 부대로 만들었다. 미국 도시에서는 이불을 제조하는 아프리카계 미국인 여성이 활동을 확대하고 협력을 촉진하며 초보자를 교육했다. 이불은 다양한 저렴한 재료로 실용적인 용도로 만들어졌으며 여성의 사회적 상호 작용을 증가시키고 친목과 개인적인 만족을 증진했다.
구술사를 살펴보면 현대 산업 도시의 주부가 돈과 자원 부족을 어떻게 처리했는지에 대해 보여준다. 종종 이들은 가난한 가정에서 자랐을 때 어머니들이 사용했던 전략을 이용했다. 수프, 콩, 국수와 같은 저렴한 음식도 사용했다. 그들은 가장 저렴한 고기 부위를 구입했으며(때로는 말고기도 포함) 선데이 로스트를 샌드위치와 수프로 재활용했다. 그들은 옷을 꿰매고 수선했으며, 크기가 작아진 물건을 이웃과 교환하고, 더 추운 집으로 만족했다. 새 가구와 가전제품 구매는 더 나은 날이 올때까지 미뤄졌다. 또한 많은 여성이 집 밖에서 일하거나 하숙생을 받거나, 물물교환이나 현금으로 세탁을 하고 이웃을 위해 무언가를 제공받는 대신 재봉을 했다. 대가족의 경우 사촌이나 시부모를 돕기 위해 상호부조(여분의 음식, 빈 방, 수리 작업, 현금 대출)를 했다.
일본에서는 공식적인 정부 정책이 케인스주의 지출과는 반대되는 디플레이션 정책이었다. 따라서 정부는 주부들의 지출에 초점을 맞춰 가계 소비를 줄이도록 하는 전국적인 캠페인을 시작했다.
독일에서는 정부가 1936년 4개년 계획에 따라 개인 가계 소비를 재편하여 독일 경제의 자급자족을 달성하려 했다. 나치 여성 조직, 기타 선전 기관 및 당국은 다가오는 전쟁을 준비하고 유지하는 데 경제적 자급자족이 필요했기 때문에 소비 감소를 형성하려고 시도했다. 조직, 선전 기관 및 당국은 검소함과 건강한 생활의 전통적인 가치를 불러일으키는 슬로건을 사용했다. 하지만 이러한 노력은 주부의 행동을 변화시키는 데 부분적으로만 성공했다.

#### 제2차 세계 대전과 회복

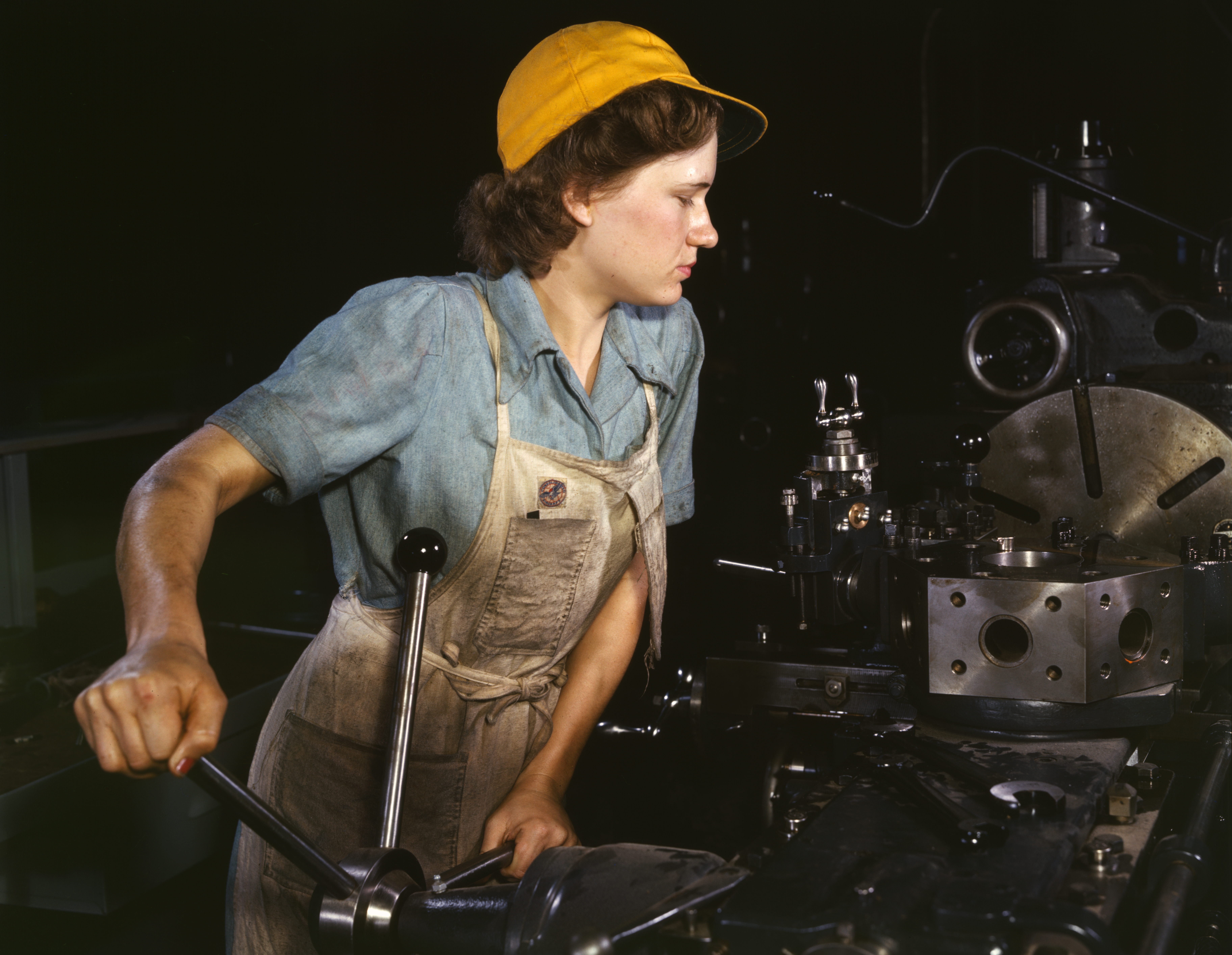
1942년 미국 텍사스주 포트워스의 여성 공장 노동자. 남성이 군대에 징집되면서 여성이 노동력으로 진입했다.

경제사학자 사이의 일반적인 견해는 제2차 세계 대전 발발과 함께 대공황이 끝났다고 분석한다. 많은 경제학자는 전쟁에 대한 정부 지출이 대공황으로부터의 회복을 유발하거나 적어도 가속화했다고 믿지만, 일부는 이런 지출이 회복에 큰 역할을 하지 않았다고 생각하며, 다만 실업률 감소에는 도움이 되었다고 본다.
제2차 세계 대전으로 이어지는 재무장 정책은 1937~1939년 유럽 경제를 활성화하는 데 도움이 되었다. 1937년까지 영국의 실업자수는 150만 명으로 떨어졌다. 1939년 전쟁 발발 이후 이뤄진 인력 동원은 대규모 실업사태를 끝냈다.
1941년 말 제2차 세계 대전 수행을 위한 미국의 동원령으로 약 1,000만 명의 인력을 민간 노동력에서 빼내 전쟁에 투입했다.
이는 마침내 대공황이 마지막까지 끼치던 영향을 없애고 미국의 실업률을 10% 미만으로 낮췄다.
제2차 세계 대전은 미국 경제의 여러 부분에 극적인 영향을 미쳤다. 정부 자금 지원을 통한 자본 지출은 전쟁 이전 1940년 연간 미국 산업 자본 투자의 5%에 불과했다. 하지만 1943년 들어선 정부는 미국 자본 투자의 67%를 차지했다. 막대한 전쟁 지출은 경제 성장률을 두 배로 늘려 대공황의 영향을 가리거나 실질적으로 대공황을 종식시켰다. 사업가들은 증가하는 국가 부채와 새로운 중세를 무시하고 전쟁 때문에 관대한 정부 계약을 활용하기 위해 더 큰 생산량을 이룰 수 있도록 노력을 집중했다.

## 원인

### 금본위제 복귀 시도
제1차 세계 대전 동안 많은 국가들은 다양한 방식으로 금본위제를 정지했다. 제1차 세계 대전으로 인한 높은 초인플레이션이 있었고, 1920년대에는 바이마르 공화국, 오스트리아 및 유럽 전역에서 인플레이션이 발생했다. 1920년대 후반에는 통화 정책을 통해 디플레이션과 높은 실업을 일으켜 제1차 세계 대전 이전 수준으로 금본위제급 환율을 되돌리기 위해 물가를 내리러는 경쟁이 있었다. 1933년 FDR은 행정명령 6102호에 서명했고 1934년에는 금보유법에 서명했다.
| 국가           | 금본위제 복귀           | 금본위제 중단 | 외환 통제   | 통화 절하   |
| -------------- | ----------------------- | ------------- | ----------- | ----------- |
| 오스트레일리아 | 1925년 4월              | 1929년 12월   | —           | 1930년 3월  |
| 오스트리아     | 1925년 4월              | 1933년 4월    | 1931년 10월 | 1931년 9월  |
| 벨기에         | 1926년 10월             | —             | —           | 1935년 3월  |
| 캐나다         | 1926년 7월              | 1931년 10월   | —           | 1931년 9월  |
| 체코슬로바키아 | 1926년 4월              | —             | 1931년 9월  | 1934년 2월  |
| 덴마크         | 1927년 1월              | 1931년 9월    | 1931년 11월 | 1931년 9월  |
| 에스토니아     | 1928년 1월              | 1933년 6월    | 1931년 11월 | 1933년 6월  |
| 핀란드         | 1926년 1월              | 1931년 10월   | —           | 1931년 10월 |
| 프랑스         | 1926년 8월 – 1928년 6월 | —             | —           | 1936년 10월 |
| 독일           | 1924년 9월              | —             | 1931년 7월  | —           |
| 그리스         | 1928년 5월              | 1932년 4월    | 1931년 9월  | 1932년 4월  |
| 헝가리         | 1925년 4월              | —             | 1931년 7월  | —           |
| 이탈리아       | 1927년 12월             | —             | 1934년 5월  | 1936년 10월 |
| 일본           | 1930년 12월             | 1931년 12월   | 1932년 7월  | 1931년 12월 |
| 라트비아       | 1922년 8월              | —             | 1931년 10월 | —           |
| 네덜란드       | 1925년 4월              | —             | —           | 1936년 10월 |
| 노르웨이       | 1928년 5월              | 1931년 9월    | —           | 1931년 9월  |
| 뉴질랜드       | 1925년 4월              | 1931년 9월    | —           | 1930년 4월  |
| 폴란드         | 1927년 10월             | —             | 1936년 4월  | 1936년 10월 |
| 루마니아       | 1927년 3월 – 1929년 2월 | —             | 1932년 5월  | —           |
| 스웨덴         | 1924년 4월              | 1931년 9월    | —           | 1931년 9월  |
| 스페인         | —                       | —             | 1931년 5월  | —           |
| 영국           | 1925년 5월              | 1931년 9월    | —           | 1931년 9월  |
| 미국           | 1919년 6월              | 1933년 3월    | 1933년 3월  | 1933년 4월  |

### 케인스주의 vs 통화주의 견해

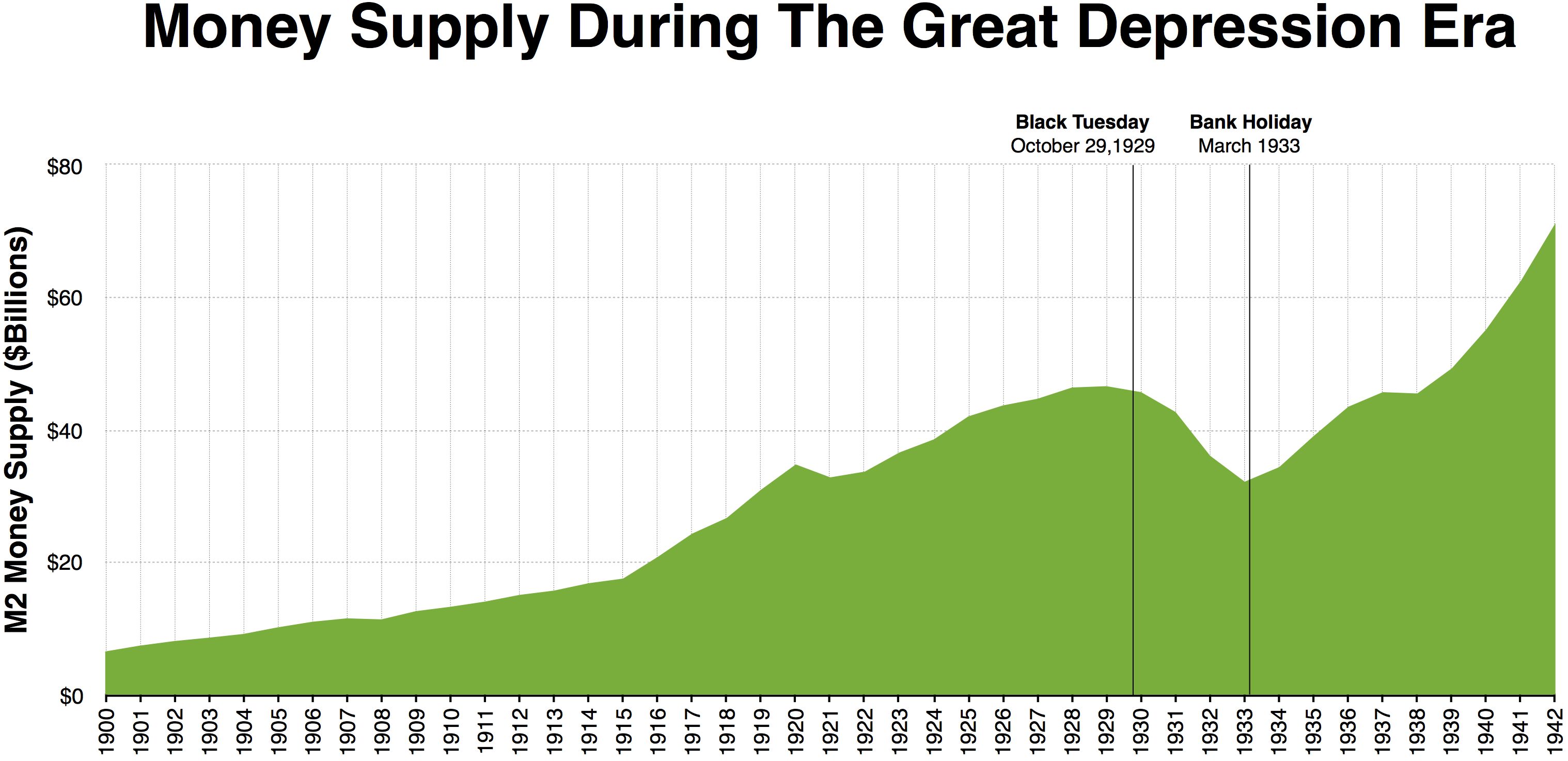
검은 화요일과 1933년 3월 은행 휴무 사이에 미국 전역에서 대규모 뱅크런이 발생하여 통화량이 크게 감소했다.

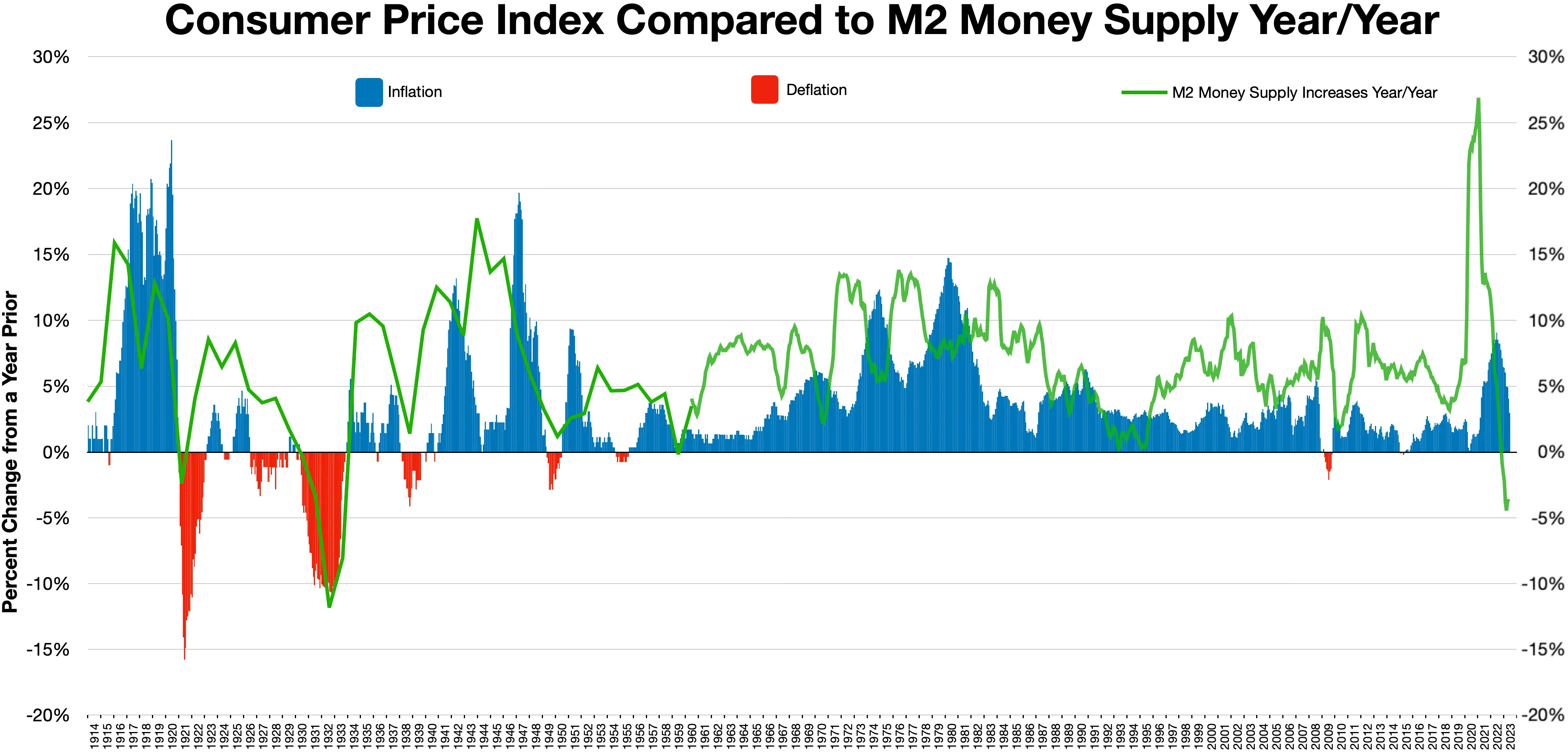
인플레이션
디플레이션

대공황에 대한 두 가지 고전적인 경쟁 경제 이론은 케인스주의 (수요 주도)와 통화주의 설명이다. 또한 케인스주의자와 통화주의자의 설명을 경시하거나 거부하는 다양한 비주류 이론도 있다. 수요 주도 이론 사이의 공통적인 견해는 대규모 신뢰 상실이 소비 및 투자 지출의 갑작스러운 감소로 이어졌다는 것이다. 일단 공황과 디플레이션이 시작되자 많은 사람들은 시장에서 멀리 떨어져 지내면 더 이상의 손실을 피할 수 있다고 믿었다. 가격이 더 낮아지고 주어진 금액의 돈으로 더 많은 상품을 살 수 있게 되면서 현금을 보유하는 쪽이 수익성이 높아졌고, 이는 수요 감소를 악화시켰다. 통화주의자는 대공황이 평범한 경기침체로 시작되었지만, 통화량 감소가 경제 상황을 크게 악화시켜 경기 침체가 대공황으로 이어졌다고 믿는다.
경제학자와 경제사학자는 대공황의 원인에 대해 전통적인 통화주의적 설명(통화적 요인이 대공황의 주요 원인이었다)과 전통적인 케인스주의적 설명(자율 지출, 특히 투자의 감소가 대공황 발발의 주요 설명이다) 둘이 거의 같은 비율로 나뉜다. 오늘날에는 밀턴 프리드먼과 안나 슈와르츠의 통화적 설명을 기반으로 비통화적 설명을 추가하는 부채 디플레이션 이론과 기대 가설에 대한 학문적 지지도 상당하다.
연방준비제도가 최종 대부자 역할을 하고 통화 공급을 확대하여 통화 디플레이션과 은행 붕괴 과정을 단축했어야 한다는 데에는 현재 경제학자 사이에 공통된 합의가 있다. 만약 이런 방식으로 대응했다면 경제 침체는 훨씬 덜 심각하고 훨씬 짧았을 것이라고 분석한다.

### 주류 설명

1928년~1939년 사이 미국 산업 생산량 변화

현대 주류 경제학자는 대공황의 원인을 다음과 같이 본다.
- 통화량 감소(통화주의적 시점)와 그에 따른 은행 위기, 신용 감소, 파산.
- 민간 부문의 불충분한 수요와 불충분한 재정 지출(케인스학파적 시점).
- 스무트-홀리 관세법 통과가 그렇지 않았다면 더 "표준적인" 경기침체였을 것을 더욱 악화시켰다(통화주의자와 케인스학파 모두의 시점).[31]

불충분한 지출, 통화 공급 감소, 그리고 증거금 부채는 가격 하락과 추가 파산으로 이어졌다(어빙 피셔의 부채 디플레이션).

#### 통화주의 견해

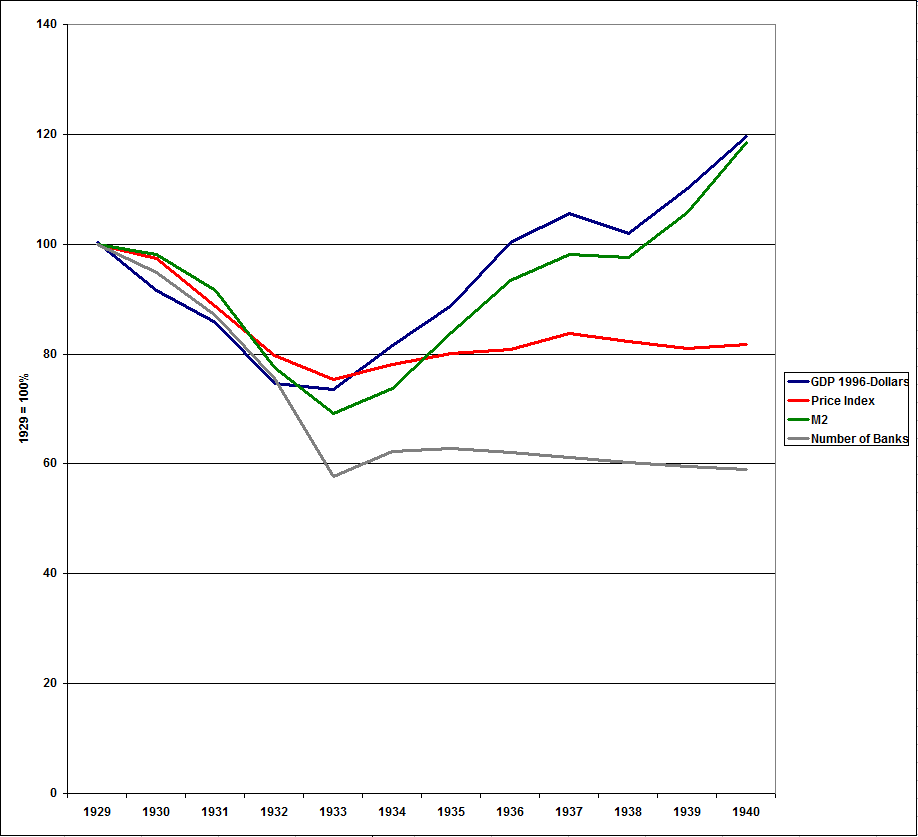
통화적 관점에서 본 미국 대공황. 1996년 불변 달러 기준 실질 국내총생산 (파란색), 물가지수 (빨간색), 통화량 M2 (초록색) 및 은행 수 (회색)를 그린 그래프. 모든 데이터는 1929년 기준 100%로 조정되었다.

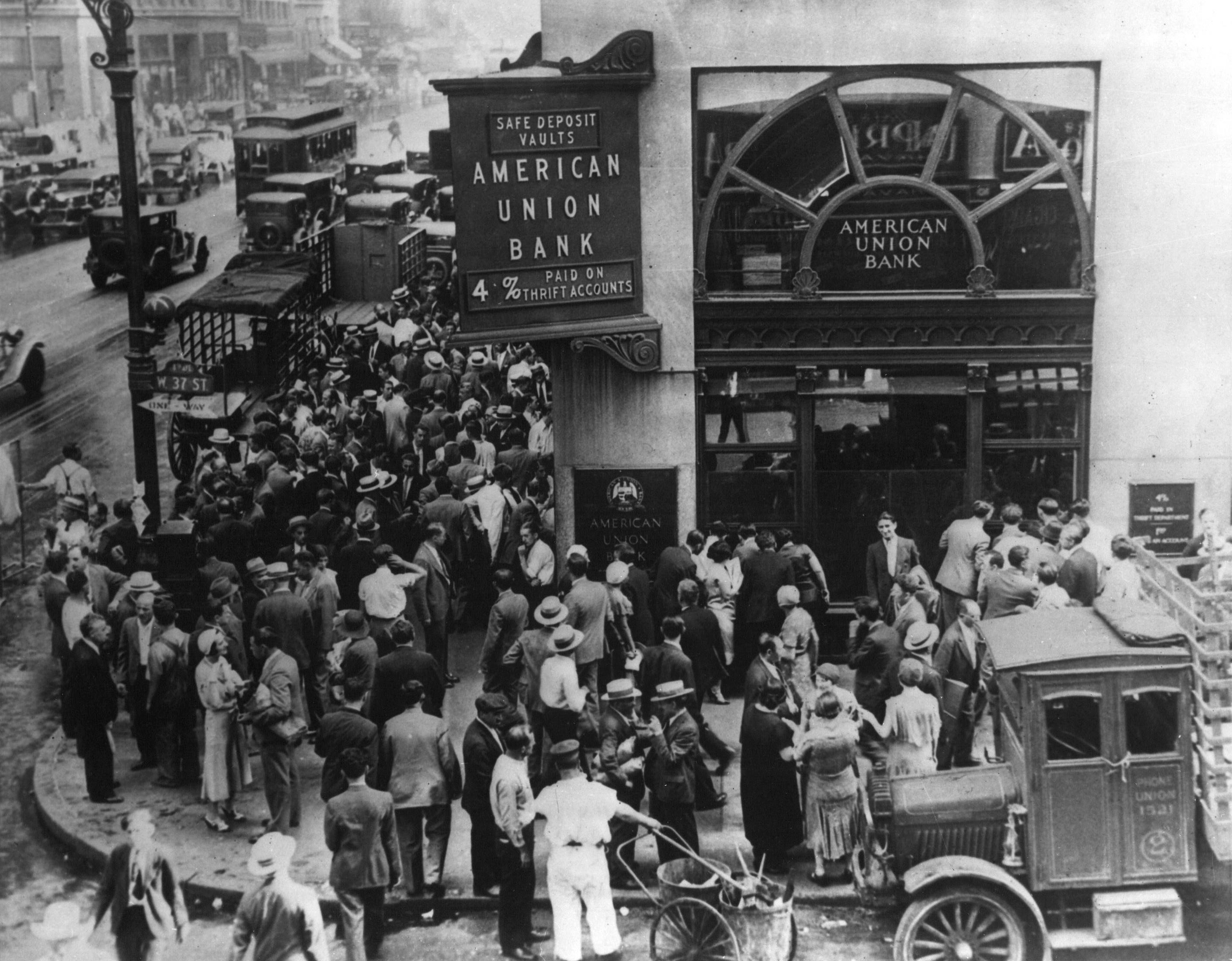
대공황 초기 미국에서 뱅크런이 발생한 뉴욕의 아메리칸 유니언 뱅크 앞에 모인 사람들

통화주의적 설명은 미국 경제학자 밀턴 프리드먼과 안나 슈와르츠가 제시했다. 이들은 대공황이 은행 파산으로 인해 모든 은행의 3분의 1이 사라지고, 은행 주주의 부가 감소했으며, 더 중요하게는 35%의 통화 긴축("대긴축")이 발생하여 33%의 가격 하락(디플레이션)을 야기했다고 주장했다. 금리를 낮추지 않고, 통화 기반을 늘리지 않고, 은행 시스템에 유동성을 투입하여 붕괴를 막는 일을 하지 않고 연방준비제도는 정상적인 경기 침체가 대공황으로 변모하는 것을 수동적으로 지켜보았다. 프리드먼과 슈와르츠는 주식 시장 붕괴로 시작된 경제 하락은 연방준비제도가 공격적인 조치를 취했다면 평범한 경기 침체로 넘어갔을 것이라고 주장했다. 이 견해는 2002년 연방준비제도 이사 벤 버냉키가 프리드먼과 슈와르츠를 기리는 연설에서 다음과 같이 언급하며 지지되었다.
연방준비제도이사회 공식 대표라는 제 지위를 살짝 이용하며 이 강연을 마무리하겠습니다. 밀턴(프리드먼)과 안나(슈와르츠)에게 하고 싶은 말은 대공황에 대해서는 두 분의 말이 맞다는 것입니다. 정말 죄송합니다. 하지만 그 덕분에 다시는 그러하지 않을 것입니다.
 — 벤 버냉키
연방준비제도는 일부 대형 공공 은행의 파산을 허용했는데 특히 뉴욕의 뱅크 오브 유나이티드 스테이츠의 파산은 공황과 지역 은행들에 대한 광범위한 뱅크런을 야기했고, 연방준비제도는 은행들이 붕괴하는 동안 아무런 조치도 취하지 않았다. 프리드먼과 슈와르츠는 연준이 이런 위기를 맞은 주요 은행에 긴급 대출을 제공했거나 단순히 주요 은행들이 무너진 후 유동성을 제공하고 통화량을 늘리기 위해 공개 시장에서 국채를 매입했다면 나머지 모든 은행이 무너지지 않았을 것이고, 통화 공급이 그렇게 크고 빠르게 떨어지지 않았을 것이라고 주장했다.
돌아다니는 돈이 훨씬 적어지면서 기업은 새로운 대출을 받거나 기존 대출을 갱신할 수도 없게 되었고, 이로 인해 많은 기업이 투자를 중단할 수밖에 없었다. 이 해석에 따르면 특히 뉴욕 연방준비은행의 무대응을 한 연방준비제도를 비난했다.
연방준비제도가 통화 공급 감소를 제한하기 위해 행동하지 않은 이유 중 하나는 금본위제 때문이었다. 당시 연방준비제도가 발행할 수 있는 신용 금액은 연방준비법에 따라 제한되었는데, 법에 따르면 발행된 연방준비권에 대해 40%의 금 담보를 요구했다. 1920년대 후반까지 연방준비제도는 보유한 금으로 담보할 수 있는 허용 가능한 신용 한도에 거의 도달했다. 이 신용은 연방준비권 요구 지폐 형태였다. "금 약속"은 "손안의 금"만큼 좋지 않았는데, 특히 보유한 금이 발행된 연방준비권의 40%만을 커버할 수 있었을 때 더욱 그러했다. 은행 공황 동안 이러한 금태환 요구 지폐의 일부는 연방준비제도 금으로 상환되었다. 연방준비제도는 허용 가능한 신용 한도에 도달했기 때문에 보유 금고의 금 감소는 더 큰 신용 감소를 수반해야 했다. 결국 1933년 4월 5일, 루스벨트 대통령은 행정명령 6102호에 서명하여 금 증서, 주화 및 금괴의 개인 소유를 불법화하고 연방준비제도의 금에 대한 압력을 줄였다.

#### 케인스주의 견해
영국 경제학자 존 메이너드 케인스는 《고용, 이자 및 화폐의 일반 이론》에서 경제의 낮은 총 지출이 평균보다 훨씬 낮은 소득과 고용의 대규모 감소를 일으켰다고 주장했다. 이러한 상황에서 경제는 낮은 수준의 경제 활동과 높은 실업률에서 균형을 이뤘다.
케인스의 기본적인 생각은 간단했다. 사람들을 완전 고용 상태로 유지하려면 경제가 둔화될 때 정부가 적자를 감당해야 한다. 왜냐하면 민간 부문은 정상적인 생산 수준을 유지하고 경제를 경기 침체에서 벗어나게 할 만큼 충분히 투자하지 않을 것이기 때문이다. 케인스주의 경제학자들은 경제 위기 시에 정부가 정부 지출을 늘리거나 세금을 삭감하여 부족분을 채울 것을 촉구했다.
대공황이 지속되면서 프랭클린 D. 루스벨트는 미국 경제를 부흥하기 위해 공공사업, 농업 보조금, 기타 수단을 시도했지만 예산 균형을 맞추려는 노력을 완전히 포기하지는 않았다. 케인스주의자들에 따르면 이는 경제를 개선했지만, 루스벨트는 제2차 세계 대전이 시작될 때까지 경제를 경기 침체에서 벗어나게 할 만큼 충분히 지출을 하지 않았다.

##### 부채 디플레이션

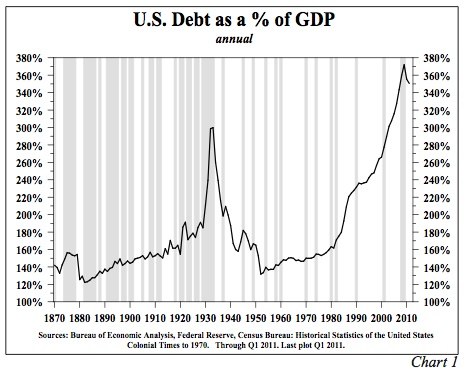
시기별 미국 공공부채 및 가계부채의 GDP 비율을 그린 도표

어빙 피셔는 대공황을 초래한 주요 원인으로 디플레이션과 증가하는 과도한 부채의 악순환이었다고 주장했다. 그는 부채와 디플레이션 상황에서 상호 작용하는 아홉 가지 요인을 설명하며 호황에서 불황으로 이어지는 메커니즘을 설명했다. 이 과정은 다음과 같이 진행되었다.
1. 부채 청산과 부실 매각
2. 은행 대출 상환에 따른 통화량 감소
3. 자산 가격 수준 하락
4. 기업 순자산의 더 큰 하락, 파산 촉진
5. 이익 감소
6. 생산, 무역 및 고용 감소
7. 염세주의와 신뢰 상실
8. 현금 보유 증가(홀딩)
9. 명목이자율 하락 및 디플레이션 조정 금리 상승[102]

대공황 이전의 1929년 붕괴 당시 최소 증거금 조건은 10%에 불과했다. 즉, 증권사는 투자자가 예치한 1달러당 9달러를 빌려줬다. 시장이 하락하자 중개인은 이 대출을 회수했고, 이를 상황할 수 없는 상황이었다. 채무자가 부채 상환을 불이행하고 예금자는 예금을 집단으로 인출하려 시도하면서 은행이 파산하기 시작했고, 다수의 뱅크런이 발생했다. 이러한 공황을 막기 위한 정부 보증과 연방준비제도 은행 규정은 효과가 없거나 사용되지 않았다. 은행 파산으로 수십억 달러의 자산 손실이 발생했다.
가격과 소득이 20~50% 하락했지만 부채는 같은 달러 금액으로 유지되었기 때문에 미지급 부채가 갚기 더 힘들어졌다. 1929년 공황 이후 1930년 첫 10개월 동안 744개의 미국 은행이 파산했다. (총 9,000개의 은행이 1930년대에 파산했다) 1933년 4월까지 3월 은행 휴무 이후 파산하거나 미허가된 은행에 있는 약 70억 달러의 예금이 동결되었다. 절박한 은행가가 차용자들이 상환할 시간이나 돈이 없는 대출을 회수하면서 은행 파산은 눈덩이처럼 불어났다. 미래에 전망되는 이익이 좋지 않아 자본 투자와 건설은 둔화되거나 완전히 중단되었다. 부실 대출과 악화되는 미래 전망에 직면해 살아남은 은행은 대출에 더욱 보수적으로 변했다. 은행은 자본준비금을 쌓고 대출을 줄였으며, 이는 디플레이션 압력을 강화했다. 악순환이 발전하고 하향 압력이 가속화되었다.
부채 청산은 이로 인한 가격 하락을 따라가지 못했다. 청산을 위한 집단적인 노력은 감소하는 자산 보유 가치에 비한 각 부채의 가치를 증가시켰다. 개인이 부채 부담을 줄이려는 노력 자체가 전체 부채를 실질적으로 증가시켰다. 역설적으로 채무자가 빚을 더 많이 갚을수록 더 많은 부채를 졌다. 이 자가 악화 과정은 1930년의 경기 침체를 1933년의 대공황으로 만들었다.
피셔의 부채-디플레이션 이론은 처음에는 부채-디플레이션이 한 집단(채무자)에서 다른 집단(채권자)으로의 재분배에 불과하다는 반론 때문에 주류 학계에서 지지를 얻지 못했다. 순수한 부의 재분배는 거시경제에 중요한 영향을 미쳐서는 안 된다고 봤다.
밀턴 프리드먼과 안나 슈와르츠의 통화가설과 어빙 피셔의 부채 디플레이션 가설을 기반으로 벤 버냉키는 금융 위기가 생산량에 영향을 미치는 또 다른 방식을 개발했다. 그는 물가 수준과 명목 소득의 극적인 하락이 실질 부채 부담을 증가시키고, 이는 다시 채무자의 지급 불능 및 그에 따른 총수요 감소로 이어진다는 피셔의 주장을 기반으로 한다. 물가 수준 하락이 추가로 부채 디플레이션의 나선을 유발한다는 것이다. 버냉키에 따르면 물가 수준의 작은 하락은 경제에 해를 끼치지 않고 단순히 채무자에서 채권자로 부를 재분배하는 효과를 가진다. 하지만 디플레이션이 심각할 때 자산 가격 하락과 채무자의 파산은 은행 대차대조표 상의 자산 명목 가치를 감소시킨다. 은행들은 이에 대응해 신용 조건을 강화할 것이고, 결국 경제에 심각한 해를 끼치는 신용 경색으로 이어진다. 신용 경색은 투자와 소비를 감소시켜 총수요 감소를 야기하고 추가적으로 디플레이션 나선에 영향을 준다.

##### 기대가설
주류 경제학계가 신고전파종합으로 재편된 이후, 기대가 거시경제 모형의 중심 요소로 떠올랐다. 피터 테민, 배리 위그모어, 거우티 에거트손, 크리스티나 로머에 따르면 회복과 대공황 종식의 핵심은 대중의 기대를 성공적으로 관리한 데서 비롯되었다. 이 주장은 프랭클린 D. 루스벨트가 취임한 1933년 3월, 수년간의 디플레이션과 매우 심각한 경기 침체 이후 중요한 경제 지표들이 긍정적으로 전환되었다는 관찰에 기반한다. 소비물가는 디플레이션에서 완만한 인플레이션으로 전환되었고, 산업 생산은 1933년 3월에 최저점을 찍었으며, 투자는 1933년 3월에 반전하여 두 배로 증가했다. 이러한 전환을 설명할 통화적 요인은 없었다. 통화 공급은 여전히 감소하고 있었고 단기 금리는 0에 가까운 수준을 유지했다. 1933년 3월 이전에는 사람들이 더 많은 디플레이션과 경기 침체를 예상했기 때문에 금리가 0이어도 투자를 늘리지 않았다. 그러나 루스벨트가 주요 체제 변화를 발표하자 사람들은 인플레이션과 경제 확장을 기대하기 시작했다. 이러한 긍정적인 기대와 함께 금리는 예상대로 투자를 촉진하기 시작했다. 루스벨트의 재정 및 통화 정책 체제 변화는 정책 목표를 신뢰할 수 있게 만드는 데 도움이 되었다. 미래 소득 증가와 미래 인플레이션에 대한 기대는 수요와 투자를 촉진했다. 이 분석은 금본위제, 위기 시 균형 예산, 소규모 정부라는 정책 도그마의 제거가 1933년부터 1937년까지 산출과 물가 회복의 약 70~80%를 차지하는 내생적 기대의 큰 변화로 이어졌다는 것을 시사한다. 만약 체제 변화가 일어나지 않고 후버 시기 정책이 계속되었다면, 경제는 1933년에 자유 낙하를 계속했을 것이고 1937년에는 1933년보다 생산량이 30% 더 낮았을 것이다.
대공황으로부터의 경제 회복을 늦춘 1937년~1938년 경기침체는 1937년 통화 및 재정 정책의 완만한 긴축이 1933년 이전 정책 체제를 복원하기 위한 첫걸음이었다는 대중의 두려움으로 설명된다.

#### 공통적인 입장
오늘날 경제학자 사이에는 정부와 중앙은행이 국내총생산과 통화량의 연관된 거시경제 총량을 안정적인 성장 과정을 지키기 위해 노력해야 한다는 공통된 합의가 있다. 공황에 대한 기대로 위협받을 때, 중앙은행은 은행 시스템의 유동성을 확대해야 하며 정부는 통화량 및 총수요의 붕괴를 막기 위해 세금을 감면하고 지출을 가속화해야 한다.
대공황 초기 대부분의 경제학자는 세의 법칙과 시장의 균형 조정력을 믿었으며 대공황의 심각성을 이해하지 못했다. 노골적인 방임주의적 청산주의는 흔한 입장이었으며, 오스트리아 학파 경제학자에게 보편적으로 받아들여졌다. 청산주의적 입장은 불황이 실패한 기업과 기술 발전에 의해 쓸모없게 된 투자를 청산하는 역할을 하여 생산 요소(자본과 노동)가 역동적인 경제의 다른 더 생산적인 부문에 재배치될 수 있도록 도와준다는 것이었다. 그들은 경제의 자체 조정이 대규모 파산을 유발하더라도 여전히 최선의 방안이라고 주장했다.
배리 아이켄그린과 J. 브래드포드 드롱과 같은 경제학자들은 허버트 후버 대통령이 1932년까지 연방 예산 균형을 맞추려고 노력했으며, 그때 앤드루 멜런 재무장관에 대한 신뢰를 잃고 교체했다는 점에 주목한다. 경제사학자 사이에서 점점 더 다수가 되는 견해는 많은 연방준비제도 정책 입안자들이 청산주의적 입장을 고수하여 재앙적인 결과를 만들었다는 것이다. 청산주의자가 예상했던 것과는 달리, 상당한 비율의 자본축적금은 재배치되지 않고 대공황 초기 몇 년 동안 그냥 사라졌다. 올리비에 블랑샤르와 로런스 서머스의 연구에 따르면 경기 침체는 1933년까지 순 자본 축적을 1924년 이전 수준으로 떨어뜨렸다. 밀턴 프리드먼은 방임주의적 청산주의를 "위험한 헛소리"라고 불렀다. 그는 다음과 같이 썼다.
저는 오스트리아 학파의 경기순환이론이 전 세계에 해를 끼쳤다고 생각합니다. 핵심은 1930년대로 거슬러 올라가면 하이에크와 라이어널 로빈스와 같은 오스트리아 경제학자가 런던에 앉아 세계 경제를 바닥을 치게 두어야 한다고 말했던 것이죠. 그냥 저절로 냅두면 치유된다는 소리를 말입니다. 당신은 아무 것도 할 수 없습니다. 상황을 악화시킬 뿐이죠... 영국과 미국 모두 아무것도 하지 않는다는 정책을 고수해 해를 끼쳤다고 생각합니다.

### 비주류 이론

#### 오스트리아 학파
대공황에 대한 오스트리아 학파의 두드러진 이론가로는 오스트리아 경제학자 프리드리히 하이에크와 미국 경제학자 머리 로스바드가 있다. 로스바드는 《미국의 대공황》 (1963년)을 저술했다. 오스트리아 학파의 견해에 따르면 통화주의자와 마찬가지로 연방준비제도(1913년 설립)가 많은 책임을 져야 하지만 통화주의자와는 달리 그들은 대공황의 주 원인이 1920년대의 통화량 확장으로 인한 지속 불가능한 신용 주도 호황이라고 주장한다.
오스트리아 학파의 견해에 따르면, 통화 공급의 인플레이션이 자산 가격(주식시장과 채권)과 자본재 모두에서 지속 불가능한 호황으로 이어졌다. 따라서 연방준비제도가 1928년에 긴축했을 때는 이미 경제 침체를 막기에는 너무 늦었다는 것이다. 1929년 2월 하이에크는 연방준비제도의 조치가 주식 및 신용 시장에서 시작되는 위기로 이어질 것이라고 예측하는 논문을 발표했다.
로스바드에 따르면, 실패한 기업에 대한 정부 지원과 임금을 시장 가치 이상으로 유지하려는 노력이 실제로 대공황을 연장시켰다. 로스바드와 달리 하이에크는 1970년 이후 연방준비제도가 대공황 초기 몇 년 동안 통화 공급이 감소하도록 허용해 대공황 문제를 더욱 악화시켰다고 믿었다. 하지만 대공황 기간(1932년과 1934년) 동안 하이에크는 연방준비제도와 잉글랜드 은행 모두에게 더 긴축적인 입장을 취하지 않은 것에 대해 비판했다.
한스 센홀츠는 경기 순환이 미국 경제를 괴롭혔던 대부분의 호황과 불황, 예를 들어 1819~20년, 1839~1843년, 1857~1860년, 1873~1878년, 1893~1897년, 1920~21년의 호황과 불황은 정부가 쉽게 모을 수 있는 돈과 신용을 통해 호황을 조성하여 필연적인 불황이 뒤따랐기 때문에 발생했다고 주장했다.
루트비히 폰 미제스는 1930년대에 다음과 같이 썼다. "신용 확장은 실물 상품의 공급을 증가시킬 수 없다. 단지 재배열을 가져올 뿐이다. 이는 경제 부의 상태와 시장 조건에 의해 규정된 경로에서 자본 투자를 벗어나게 한다. 그것은 경제가 실물 상품의 증가를 얻지 않는다면 따르지 않을 경로를 생산이 따르도록 한다. 그 결과 이어진 상승세는 견고한 기반이 부족하다. 그것은 진정한 번영이 아니다. 거품과 같은 번영이다. 이는 경제적 부의 증가, 즉 생산적 투자를 위해 사용 가능한 저축의 축적에서 발전하지 않았다. 오히려 신용 확장이 그러한 증가의 환상을 만들었기 때문에 발생했다. 조만간 이러한 경제 상황이 모래 위에 지어졌다는 것이 명백해져야 한다."

#### 마르크스주의
마르크스주의자는 보통 대공황이 자본주의 생산 방식의 본질적인 불안정성의 결과라고 주장한다. 《포브스》에 따르면 "자본주의가 대공황을 야기했다는 생각은 수십 년 동안 지식인과 일반 대중 사이에서 널리 퍼져 있었다."

#### 불평등

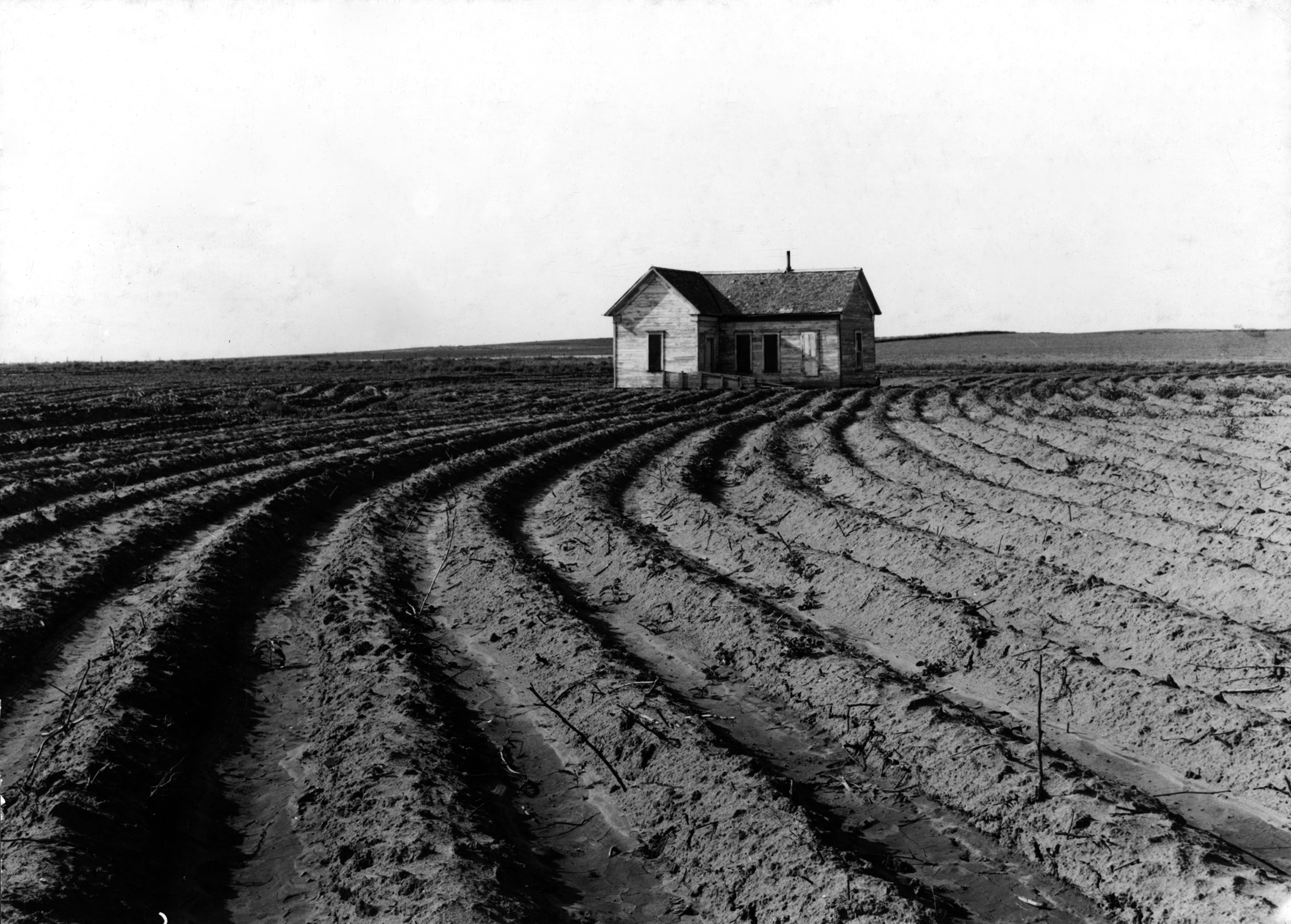
동력 농업으로 인해 서부 건조 면화 지역에서 소작농이 토지를 잃게 되었다. 1938년 미국 텍사스주 차일드리스군의 모습.

1920년대의 두 경제학자, 와딜 캐칭스와 윌리엄 트루펀트 포스터는 허버트 후버, 헨리 A. 월리스, 폴 더글러스, 마리너 에클스를 포함한 많은 정책 결정자들에게 영향을 미친 이론을 대중화했다. 이 이론은 소비자가 충분한 소득이 없기 때문에 경제가 소비하는 것보다 더 많이 생산한다고 주장했다. 따라서 1920년대 전반에 걸친 부의 불평등한 분배가 대공황을 야기했다고 주장했다.
이 관점에 따르면 대공황의 근본 원인은 임금 및 농장과 같은 독립 사업의 소득에 비해 중공업 생산 능력에 대한 전 세계적인 과잉 투자였다. 이에 제안된 해결책은 정부가 소비자의 주머니에 돈을 투입하는 것이었다. 즉, 구매력을 재분배하고 산업 기반을 유지하며 가격과 임금을 재인플레이션하여 구매력 인플레이션 증가분을 최대한 소비지출로 강제로 유도해야 한다는 것이다. 경제는 과잉 건설되었고 새로운 공장은 필요 없었다. 포스터와 캐칭스는 연방 정부와 주 정부가 대규모 건설 사업을 시작할 것을 권장했으며, 이는 후버와 루스벨트가 따른 프로그램이었다.

#### 생산성 충격
우리가 설명하는 [생산성, 생산량 및 고용] 추세는 오랜 기간의 추세이며 1929년 이전에도 충분히 분명했단 점은 아무리 강조해도 지나치치 않는다. 이런 추세는 현재와 같은 불황의 결과가 아니고 세계대전의 결과도 아니다. 현재의 불황은 이런 장기적인 하락 추세에 따른 붕괴 때문이다.
 — 킹 허버트
20세기 첫 30년 동안 경제 생산량은 전기화, 대량 생산, 모터 달린 농기계로 인해 급증했고, 생산성의 빠른 성장으로 인해 많은 과잉 생산 능력이 발생했으며 주당 노동 시간은 단축되고 있었다. 미국 주요 산업의 극적인 생산성 상승과 생산성이 산출, 임금, 주당 노동 시간에 미치는 영향은 스퍼전 벨이 저서 《Productivity, Wages, and National Income》 (1940)에서 논하고 있다.

## 국가별 영향

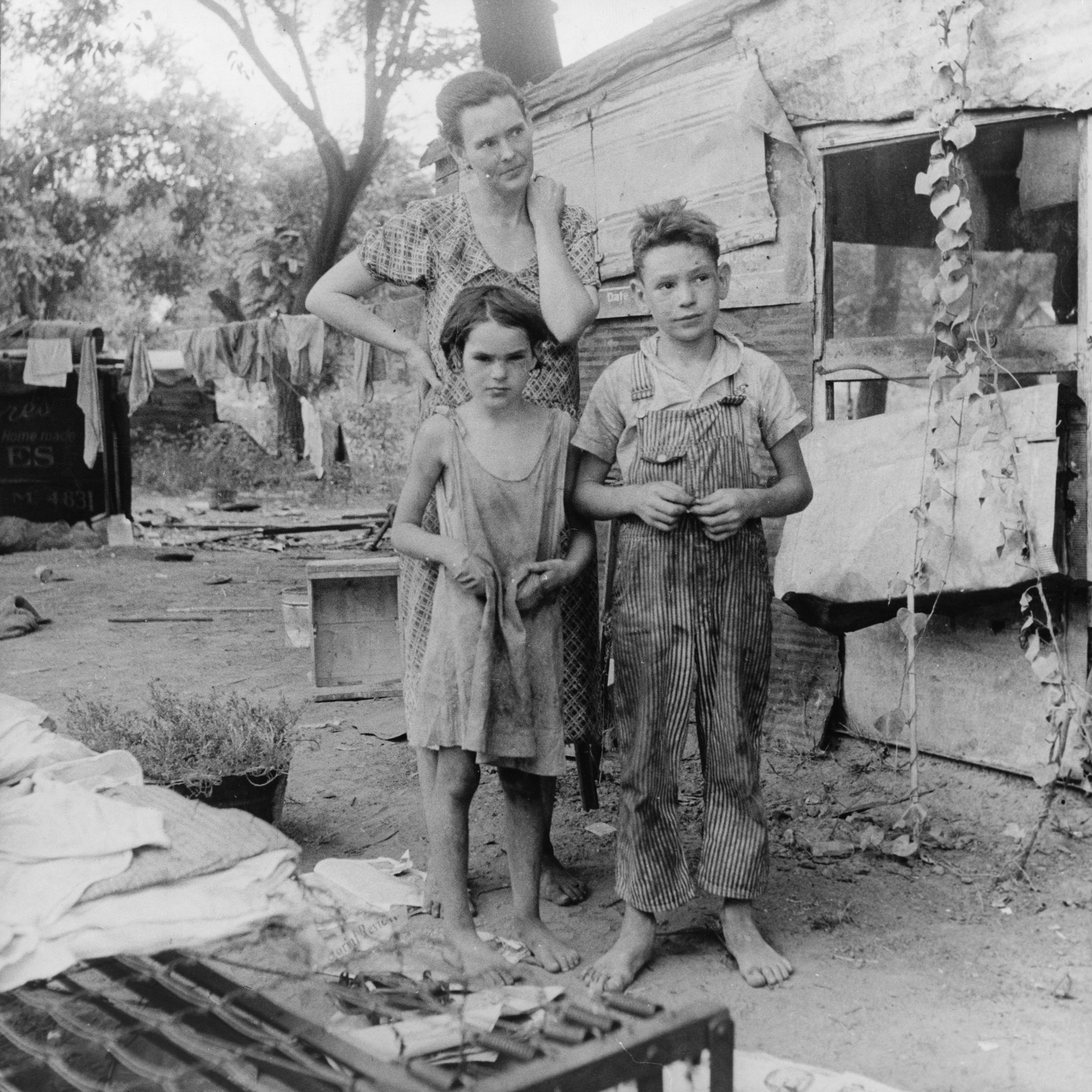
1936년 오클라호마주의 빈곤한 미국 가족이 판자촌에 살고 있는 모습

대부분의 국가들은 구호정책을 마련했으며, 대부분의 국가가 어떤 형태로든 정치적 격변을 겪으며 우익으로 치우쳤다. 유럽과 라틴아메리카의 많은 민주주의 국가는 여러 형태의 독재나 권위주의 통치로 민주주의 정부가 전복되었다. 이 중 가장 유명한 것은 1933년 독일에서 일어난 일이다. 뉴펀들랜드 자치령은 대영제국 내 자치를 포기했으며, 이는 자발적으로 민주주의를 포기한 유일한 지역으로 기록되었다. 중동과 북아프리카에서도 심각한 영향이 있었으며, 경제 침체는 사회 불안으로 이어졌다.

### 아르헨티나
해외 무역 감소는 아르헨티나에 큰 타격을 입혔다. 영국이 아르헨티나 쇠고기 수입을 중단하기로 결정하면서 로카-런시먼 조약이 체결되었는데, 이 조약은 영국 수출에 상당한 양보를 하는 대가로 쿼터를 유지했다. 1935년까지 경제는 1929년 수준으로 회복되었고, 같은 해에 아르헨티나 중앙은행이 설립되었다. 그러나 대공황은 아르헨티나가 세계 부유국 중 하나였던 마지막 시기였으며, 이후 수십 년 동안 성장을 멈추고 저개발 상태로 내려갔다.

### 오스트레일리아
오스트레일리아는 농업 및 산업 수출에 대한 의존도가 높아 가장 큰 타격을 입은 선진국 중 하나였다. 수출 수요와 상품 가격 하락은 임금에 대규모 하향 압력을 가했다. 실업률은 1932년 29%로 사상 최고치를 기록했으며, 시민 소요 사태가 흔해졌다. 1932년 이후 양모 및 육류 가격 상승으로 점진적인 회복이 이루어졌다.

### 캐나다

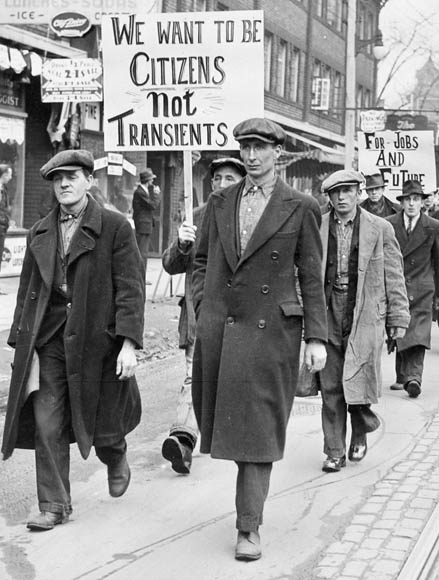
캐나다 온타리오주 토론토에서 행진하는 실업자의 모습

전 세계적인 경기 침체와 황진 모두에 심각한 영향을 받은 캐나다의 산업 생산은 1932년까지 1929년 수치의 58%로 떨어졌다. 이는 미국 다음으로 세계에서 두 번째로 낮은 수준이었고, 1929년 수준의 83%로 떨어진 영국과 같은 국가들보다 훨씬 뒤처졌다. 전체 국가 소득은 1929년 수준의 56%로 떨어졌으며, 이 역시 미국을 제외하고는 어떤 국가보다도 나빴다. 실업률은 1933년 대공황 절정기에 27%에 달했다.

### 칠레
국제연맹은 칠레를 대공황으로 가장 큰 타격을 입은 국가로 지정했는데, 이는 정부 수입의 80%가 대공황 때 수요가 급락한 구리 및 질산염 수출에서 나왔기 때문이다. 칠레는 1930년에 대공황의 영향을 처음 느꼈는데, 당시 GDP가 14%, 광업 수입이 27%, 수출 수입이 28% 감소했다. 1932년까지 GDP는 1929년의 절반 이하로 줄어들었고, 실업과 사업 파산에 끔찍한 타격을 입었다.
대공황에 깊은 영향을 받아 많은 정부 지도자는 미래의 외부 충격으로부터 경제를 보호하기 위해 지역 산업 발전을 촉진했다. 칠레의 신용도를 재확립하는 데 성공한 6년간의 정부 긴축 조치 이후, 칠레 국민들은 1938~58년 기간 동안 정부 개입을 통한 경제 성장을 촉진하는 데 관심이 있는 중도 및 중도 좌파 정부를 연속적으로 선출했다.
파괴적인 피해를 입힌 1939년 치얀 지진도 겹쳐, 인민전선 정부의 페드로 아기레 세르다는 보조금 및 직접 투자를 통해 야심찬 수입 대체 산업화 프로그램을 장려하기 위해 생산 개발 공사(Corporación de Fomento de la Producción, CORFO)를 설립했다. 결과적으로 다른 라틴 아메리카 국가들과 마찬가지로 보호무역이 칠레 경제의 근간이 되는 계기가 되었다.

### 중국
중국은 은본위제를 고수하여 대공황의 영향을 거의 받지 않았다. 하지만 1934년 미국의 은 구매법은 중국 은화에 견딜 수 없는 수요를 일으켰고, 결국 1935년에는 은본위제가 공식적으로 폐지되고 4개 중국 국립은행의 "법정 화폐" 발행 정책으로 선회했다. 중국과 1935년 9월에 이를 따른 영국령 홍콩은 은본위제를 마지막으로 포기하는 국가로 기록되었다. 또한 국민정부는 법률 및 형사 시스템을 현대화하고, 물가를 안정시키고, 부채를 상환하고, 은행 및 통화 시스템을 개혁하고, 철도와 고속도로를 건설하고, 공중 보건 시설을 개선하고, 마약 밀매를 법으로 금지하고, 산업 및 농업 생산을 증대하기 위해 활발하게 활동했다. 1935년 11월 3일, 정부는 법폐개혁을 실시하여 즉시 물가를 안정시키고 정부의 수입을 증가시켰다.

### 유럽의 아프리카 식민지
상품 가격의 급격한 하락과 수출의 가파른 감소는 아프리카와 아시아에 있는 유럽 식민지 경제에 타격을 입혔다. 농업 부문이 특히 큰 타격을 입었다. 예를 들어, 사이잘은 케냐와 탕가니카의 주요 수출 작물이었다. 하지만 대공황 기간 사이잘은 아프리카의 모든 식민지 상품에 영향을 미친 낮은 가격과 마케팅 문제로 심각한 피해를 입었다. 사이잘 생산자는 섬유 수출에 대한 중앙 통제를 확립했다. 농민, 노동자, 식민지 보조원, 장인 사이에 광범위한 실업과 힘든 삶이 닥쳤다. 식민지 정부의 예산이 삭감되어 도로, 항만, 통신 시설 건설 및 개선과 같은 현재 진행 중인 기반 시설 사업이 감소되었다. 예산 삭감으로 인해 고등 교육 체계 구축 일정이 지연되었다.
대공황은 원자재 및 농산물에 대한 국제 수요 감소로 인해 수출 기반의 벨기에령 콩고 경제에 심각한 타격을 입혔다. 예를 들어, 땅콩 가격은 125상팀에서 25상팀으로 떨어졌다. 카탕가주 광산 지역과 같은 일부 지역에서는 고용률이 70% 감소했다. 국가 전체적으로 임금 노동력은 72,000명 감소했고, 많은 남성이 마을로 돌아왔다. 레오폴드빌에서는 이러한 노동 이동으로 인해 인구가 33% 감소했다.
정치적 항의는 흔치 않았다. 그러나 식민지 정부가 적극적으로 대응해야 한다는 가부장적 주장에 대한 요구가 커졌다. 경제 개혁이 정치 개혁보다 더 시급하다는 것이 주제였다. 프랑스령 서아프리카는 교육 개혁에 대한 광범위한 프로그램을 시작했는데, 농업 현대화를 위해 고안된 "농촌 학교"는 실업률이 높은 도시로 이동하는 불완전 고용 농민의 흐름을 막을 수 있다고 예상했다. 학생은 전통 예술, 공예, 농업 기술을 훈련받았으며, 이후 고향 마을로 돌아갈 것으로 기대했다.

### 프랑스

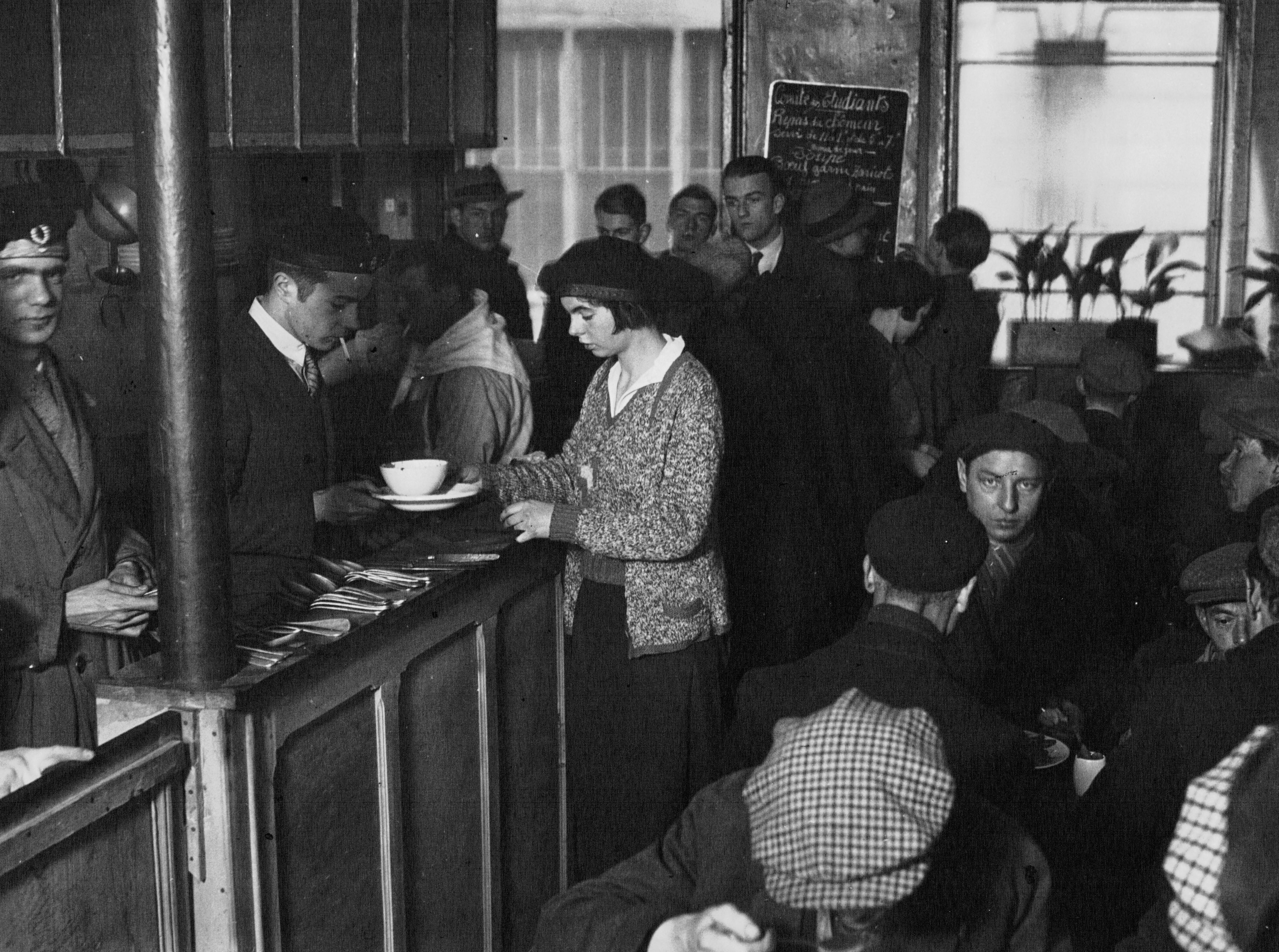
1932년 파리의 실업자를 위한 수프 키친

경제 위기는 다른 나라보다 약간 늦게 프랑스에 영향을 미쳤고, 1931년경에 프랑스는 심각한 타격을 입었다. 1920년대에는 연평균 4.43%의 매우 강력한 성장률을 보였지만, 1930년대에는 0.63%로 떨어졌다.
불황은 상대적으로 완만히 찾아왔다. 실업률은 5% 미만으로 정점을 찍었고, 생산량 감소는 1929년 산출량보다 최대 20% 낮았다. 은행 위기는 없었다.
하지만 불황은 지역 경제에 심각한 영향을 미쳤고, 부분적으로 1934년 2월 6일 위기과 더 나아가 SFIO 사회주의 지도자 레옹 블룸이 이끄는 인민전선 수립을 설명할 수 있다. 인민전선은 1936년 선거에서 승리했다. 초국가주의 단체도 인기가 높아졌지만, 제2차 세계 대전까지는 민주주의가 우세했다.
프랑스의 비교적 높은 자급자족 수준 덕분에 독일과 같은 인접 국가들보다 피해가 훨씬 적었다.

### 독일

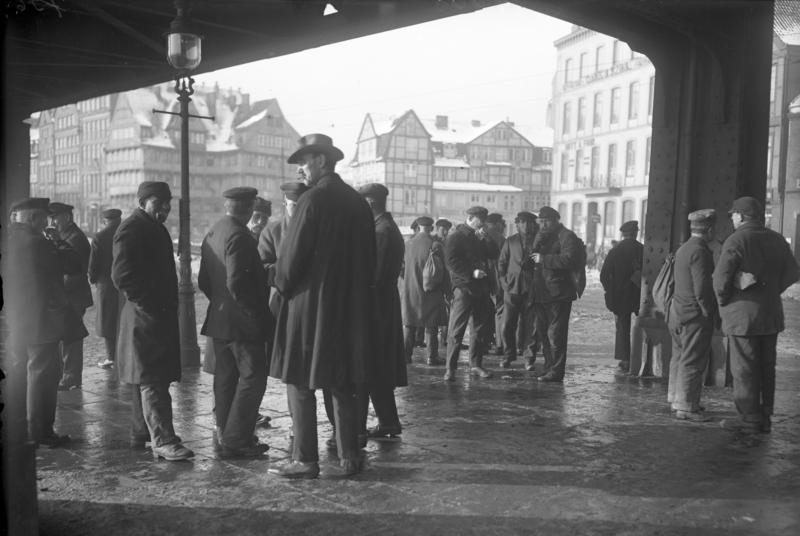
1931년 함부르크의 실업자 모습

대공황은 독일에 큰 타격을 입혔다. 1929년 월스트리트 대폭락의 영향으로 미국 은행들은 도스 플랜 및 영 플랜에 따른 상환금을 조달하던 새로운 대출을 중단할 수밖에 없었다. 1931년 중반에는 오스트리아의 크레디탄슈탈트 은행 파산으로 금융 위기가 통제 불능 상태로 확대되었다. 이는 이미 민족 사회주의 및 공산주의 운동의 폭력 증가와 엄격한 정부 재정 정책에 대한 투자자들의 불안감으로 인해 정치적 혼란을 겪고 있던 독일에 큰 압력을 가했다. 투자자는 신뢰가 급락함에 따라 독일에서 단기 자금을 회수했다. 라이히스뱅크는 6월 첫 주에 1억 5천만 마르크, 둘째 주에 5억 4천만 마르크, 6월 19~20일 이틀 동안 1억 5천만 마르크를 잃었다. 붕괴가 임박했다. 허버트 후버 미국 대통령은 전쟁 배상금 지불 유예를 요청했다. 이는 독일의 꾸준한 지불에 재정을 의존하던 파리를 분노하게 했지만 위기를 늦추었고, 1931년 7월에 지불 유예가 합의되었다. 7월 말 런던에서 열린 국제 회의에서는 합의가 이루어지지 않았지만, 8월 19일 정체 협정에 따라 독일의 대외 채무는 6개월 동안 동결되었다. 독일은 뉴욕의 개인 은행뿐만 아니라 국제결제은행과 잉글랜드 은행으로부터 긴급 자금을 받았다. 하지만 이 자금은 붕괴 과정을 늦추는 데 그쳤다. 독일에서 산업 부문 붕괴가 시작되었고, 7월에 대규모 은행이 문을 닫았으며 모든 독일 은행에 대해 이틀 휴무가 선언되었다. 7월에는 사업 실패가 더 빈번해졌고 루마니아와 헝가리로 확산되었다.
1932년에는 독일 배상금 지급의 90%가 취소되었다(1950년대에 독일은 미룬 모든 배상금 부채를 상환했다). 광범위하게 오른 실업률은 25%에 달했으며, 모든 부문이 타격을 입었다. 정부는 독일의 증가하는 위기에 대처하기 위해 정부 지출을 늘리지 않았는데 이는 고지출 정책이 1923년 독일을 괴롭혔던 초인플레이션의 재발로 이어질 것을 두려워했기 때문이다. 독일의 바이마르 공화국은 독일 경제 재건을 돕기 위한 미국 대출이 중단되면서 불황에 큰 타격을 입었다. 실업률은 1932년 거의 30%에 달했다.

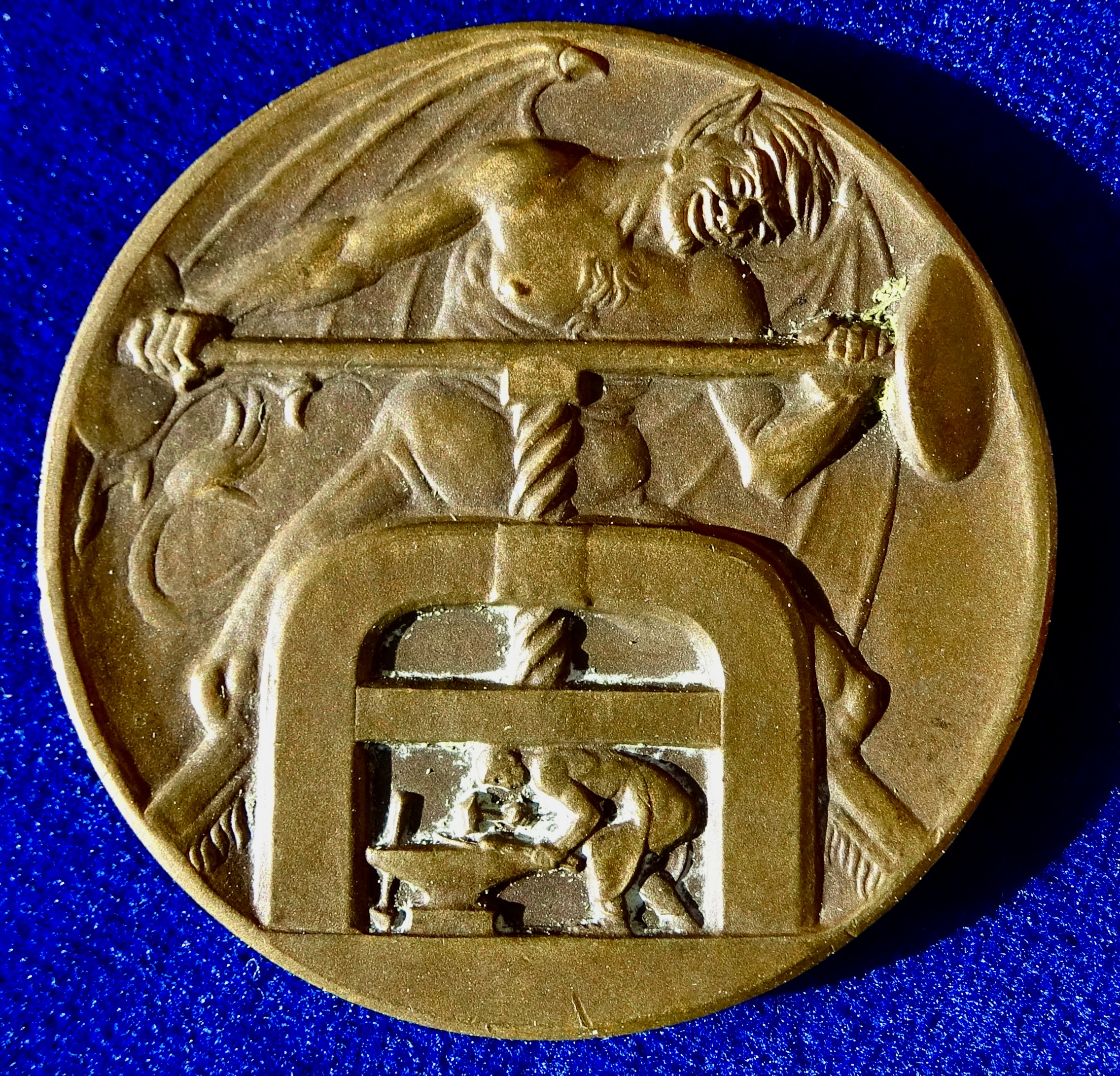
1932년 나치 선전 메달의 앞면으로, 악마가 노동자에게 나사 프레스를 작동시키는 모습이다.

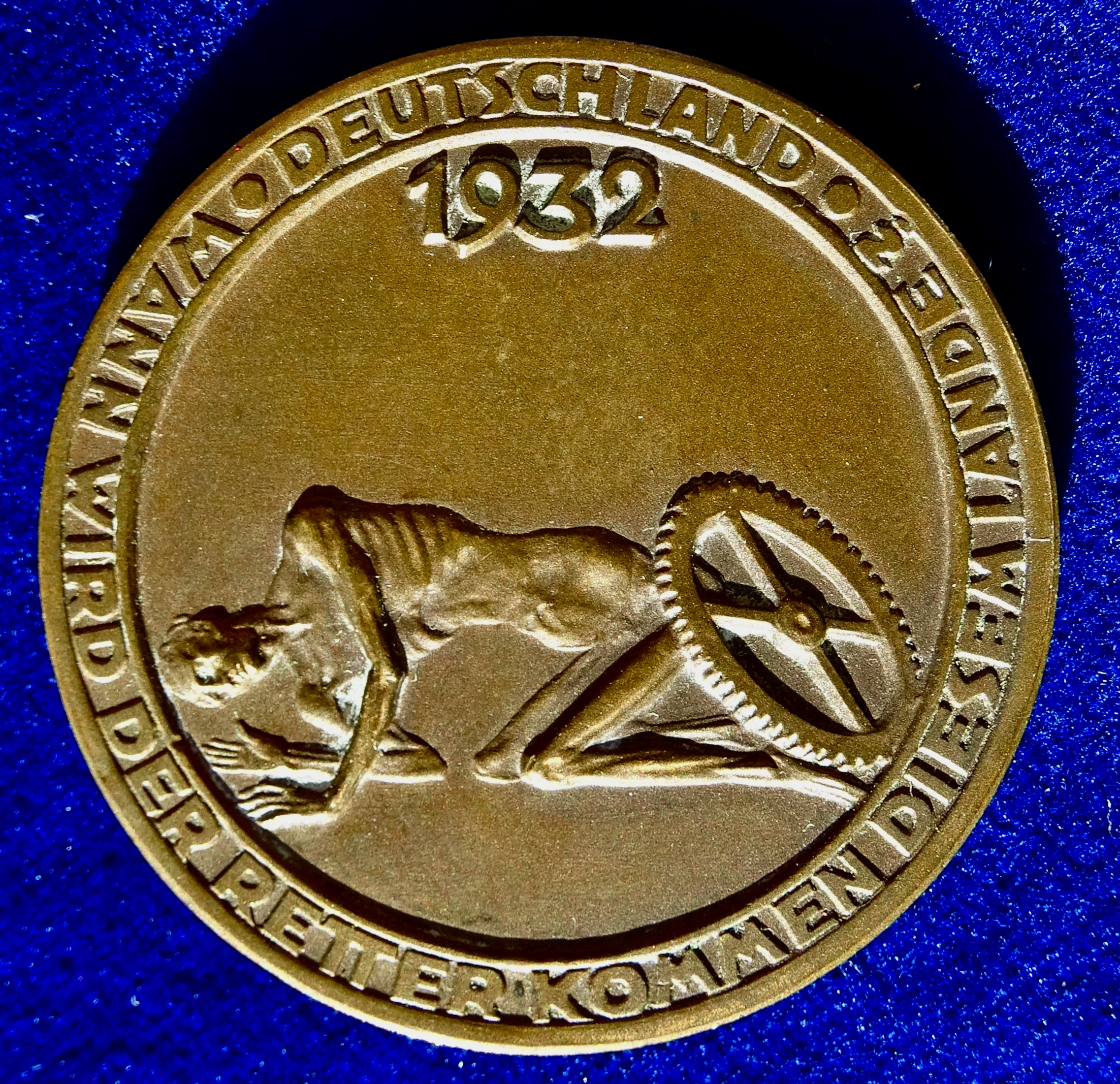
1932년 독일 선거에서 나치당을 지지하는 메달의 뒷면 모습

독일의 정치 지형이 극적으로 바뀌면서 아돌프 히틀러의 집권으로 이어졌다. 나치당은 소규모 정당에서 1930년 9월 선거에서 18.3%의 득표율을 얻는 정당으로 부상했으며, 공산당도 세력을 확장했지만 사회민주당, 민주당, 인민당과 같은 온건 세력은 의석을 잃었다. 이후 2년간 나치와 공산주의자 사이 거리 폭력이 증가했으며, 파울 폰 힌덴부르크 대통령 하의 정부는 국가 의회를 우회하여 대통령의 명령통치에 점점 더 의존했다. 히틀러는 1932년에 대통령 선거에 출마했으며 현직 힌덴부르크에게 패했지만, 이는 나치당과 공산당 모두가 붕괴 이후 수년간 세력을 확장하여 1932년 7월 총선 이후 전체적으로 국가 의회 과반수를 차지하게 된 시점을 나타낸다. 나치당은 1932년 11월 선거에서 의석을 잃었지만 여전히 최대 정당으로 남았고, 다음 해 1월에 히틀러가 총리로 임명되었다. 정부 구성 협상은 히틀러의 보수 연합 파트너에게 그의 권력에 대한 많은 견제를 부여하도록 설계되었지만, 이후 몇 달 동안 나치는 단일 정당 독재를 강화하기 위해 기동했다.

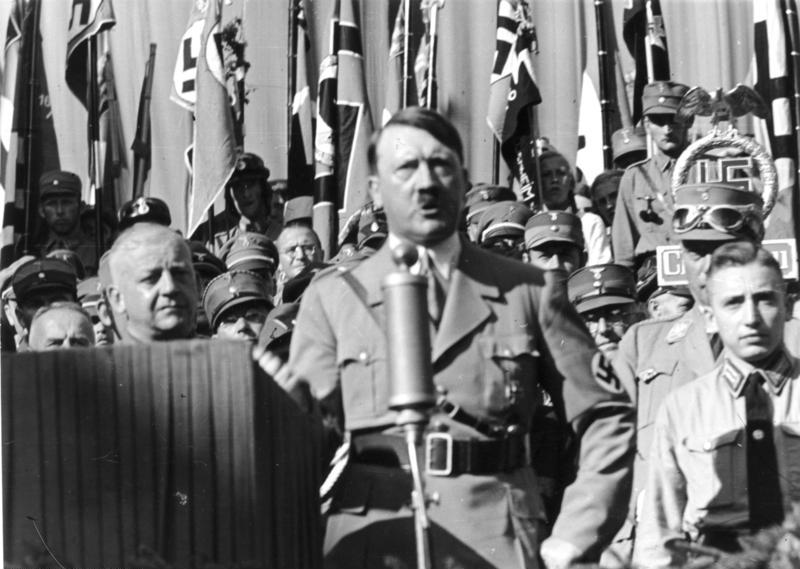
1935년 연설하는 아돌프 히틀러.

히틀러는 자급자족 경제 정책을 따랐으며, 중앙 유럽과 라틴 아메리카에 위성 국가 및 경제 동맹 네트워크를 구축했다. 임금을 삭감하고 노동조합을 통제했으며 공공 사업 지출을 통해 1935년까지 실업률은 크게 감소했다. 대규모 군사 지출은 회복에 큰 역할을 했다. 이러한 정책은 식량 수입 비용을 상승시키고 외환 보유고를 고갈시키는 효과를 가져와 1936년까지 경제적 교착 상태에 빠졌다. 나치 독일은 정책을 역전시킬지, 재무장 및 자급자족을 계속 추진할지 선택에 직면했다. 히틀러는 후자를 선택했는데, 이언 커쇼에 따르면 이는 "영토 확장 없이는 부분적으로만 달성될 수 있었다" 따라서 전쟁을 의미했다.

### 그리스
대공황의 여파는 1932년 그리스에 타격을 입혔다. 그리스 은행은 다른 국가에서 진행 중인 위기를 막기 위해 디플레이션 정책을 채택하려 했지만 이는 대체로 실패했다. 짧은 기간 그리스 드라크마는 미국 달러에 고정되었지만 국가 내 큰 무역 적자로 인해 지속 불가능했으며, 이의 유일한 장기적 효과는 1932년 그리스의 외환 보유고가 거의 사라진 것이었다. 해외 송금은 급격히 감소했으며, 드라크마 가치는 1931년 3월 달러당 77드라크마에서 1931년 4월 달러당 111드라크마로 폭락하기 시작했다. 이는 영국, 프랑스, 중동에서 많은 필수품을 수입에 의존했던 그리스에 특히 해로웠다. 그리스는 1932년 4월 금본위제를 이탈했고 모든 부채 이자 지불에 대해 지급 유예를 선언했다. 그리스는 또한 수입 쿼터와 같은 보호무역 정책을 채택했는데, 이는 그 기간 동안 여러 유럽 국가에서도 시행되었다.
보호무역 정책은 드라크마의 약화와 수입 제한과 합쳐져 대공황 기간 그리스 산업이 확장될 수 있도록 도움을 주었다. 1939년 그리스 산업 생산량은 1928년의 179%였다. 하지만 그리스 은행 보고서에 따르면 이러한 산업은 "모래 위에 지어진" 것이었으며, 대규모 보호가 없었다면 생존할 수 없었을 것이다. 전 세계적인 불황에도 불구하고 그리스는 비교적 적은 피해를 입었으며, 1932년부터 1939년까지 평균 성장률 3.5%를 기록했다. 요안니스 메탁사스의 독재 정권은 1936년 그리스 정부를 장악했고, 제2차 세계 대전으로 이어지는 몇 년 동안 강력한 경제 성장을 맞았다.

### 아이슬란드
아이슬란드의 제1차 세계 대전 후 번영은 대공황 발발과 함께 끝났다. 대공황으로 수출 가치가 폭락하면서 아이슬란드에 큰 타격을 입혔다. 아이슬란드 총 수출 가치는 1929년 7,400만 크로나에서 1932년 4,800만 크로나로 떨어졌고, 1939년 이후에야 1930년 이전 수준으로 다시 상승했다. 경제에 대한 정부 개입이 증가했다. "수입은 규제되었고, 외환 거래는 국영 은행에 독점되었으며, 대출 자본은 주로 국가 규제 기금에 의해 분배되었다." 스페인 내전 발발로 아이슬란드의 염어 수출이 절반으로 줄어들면서 아이슬란드의 불황은 제2차 세계 대전 발발까지 지속되었다(당시 어류 수출 가격이 급등했다).

### 인도
인도가 얼마나 영향을 받았는지는 뜨거운 논쟁의 대상이었다. 역사학자는 대공황이 장기 산업 발전을 늦췄다고 주장했다. 황마포와 석탄 두 부문을 제외하고는 경제에 거의 영향을 미치지 않았다. 그러나 세계 수요가 감소하고 가격이 폭락하면서 황마 산업에 큰 부정적인 영향이 미쳤다. 그 외에는 상황이 상당히 안정적이었다. 농업과 소규모 산업의 지역 시장은 완만한 성장을 보였다.

### 아일랜드
프랭크 배리와 메리 E. 데일리는 다음과 같이 주장했다.
아일랜드는 대공황 당시 거의 전적으로 영국과 거래하는 농업 중심 경제였다. 쇠고기와 유제품이 수출 대부분을 차지했으며, 아일랜드는 특히 불황 초기 몇 년간 다른 많은 상품 생산국에 비해 잘 지냈다.

### 이탈리아

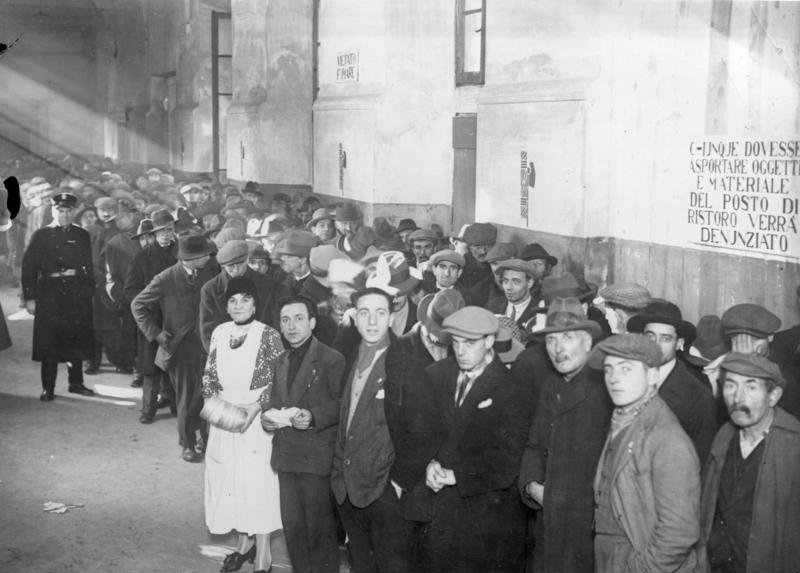
1931년 10월 이탈리아의 공장 밖 실업자의 모습

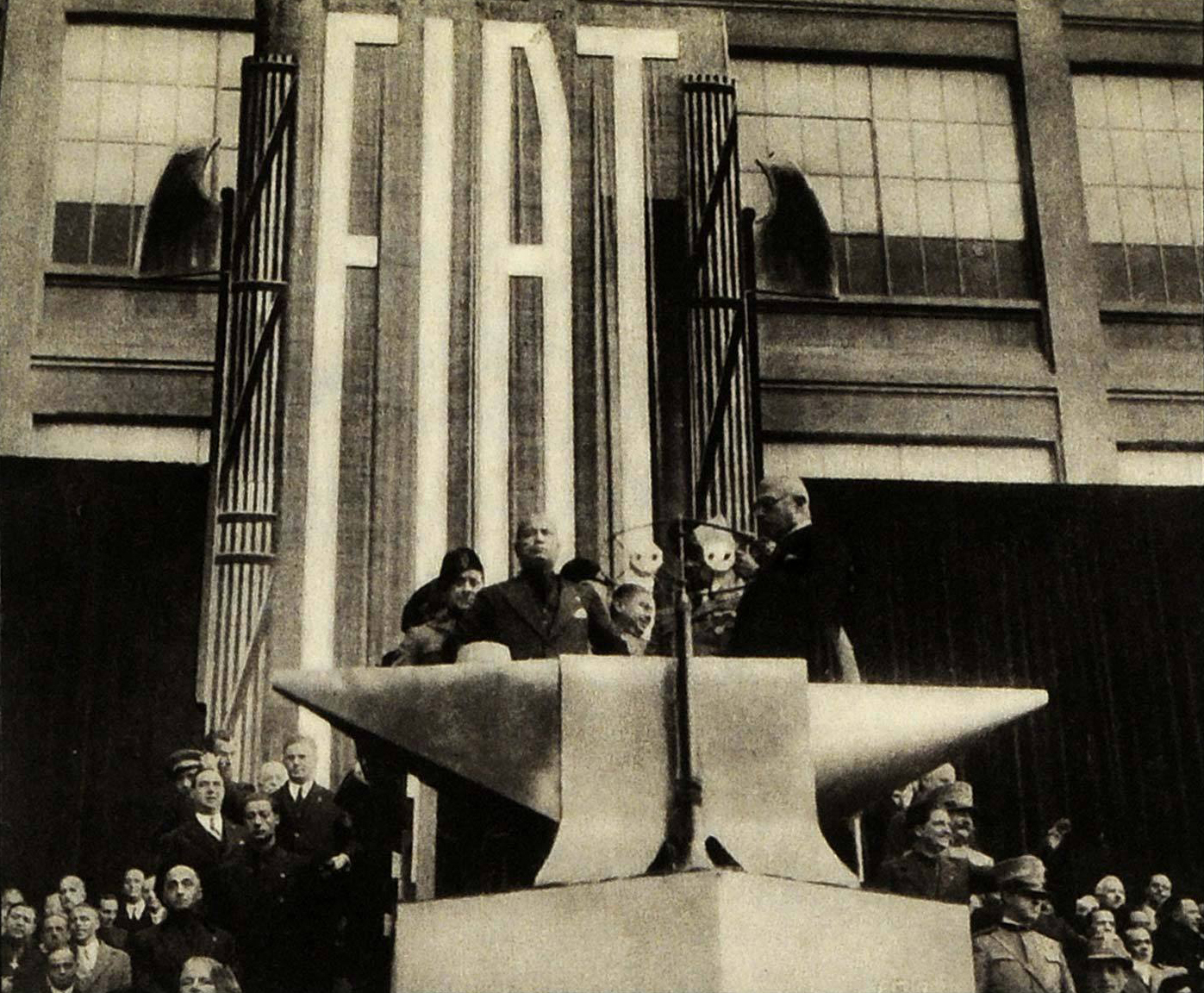
1932년 토리노의 피아트 링고토 공장에서 연설하는 베니토 무솔리니

대공황은 이탈리아에 큰 타격을 입혔다. 산업이 파산 직전에 이르자 은행들은 대부분 극단적인 구제금융을 통해 기업을 인수했다. 기업 인수에 사용된 자산은 대부분 가치가 없었다. 이는 1932년에 최고조에 달하는 금융 위기와 대규모 정부 개입으로 이어졌다. 1933년 1월에 산업 재건 연구소(IRI)가 설립되었고, 이 기관은 은행 소유 회사를 통제하게 되어 갑자기 이탈리아가 유럽에서(소련 제외) 가장 큰 국영 산업 부문을 갖게 되었다. IRI는 새로운 책임을 꽤 잘 수행했다. 구조 조정, 현대화, 합리화를 가능한 한 수행했다. 이는 1945년 이후 경제 발전에 중요한 요소였다. 하지만 이탈리아 경제가 1930년 제조업 수준을 회복하는 데는 1935년까지 걸렸는데, 이는 1913년보다 60%만 개선된 수준이었다.

### 일본
대공황은 일본에 큰 영향을 미치지 않았다. 일본 경제는 1929년~1931년 동안 8% 위축되었다. 일본의 재무 대신 다카하시 고레키요는 케인스주의 경제 정책으로 인식되는 정책을 처음으로 시행했다. 그 정책으로 첫째, 적자 지출을 포함하는 대규모 재정 부양책. 둘째, 엔화 가치 절하에 해당한다. 다카하시는 일본은행을 이용하여 적자 지출을 통화정책을 통해 상쇄하고 결과적인 인플레이션 압력을 최소화했다. 계량경제학 연구에 따르면 재정 부양책이 특히 효과적이었다는 것을 확인했다.
통화 가치 절하는 즉각 효과를 보였다. 일본 직물은 수출 시장에서 영국 직물을 대체하기 시작했다. 적자 지출은 가장 큰 영향을 미쳤으며 군대에 대한 무기 구매에 사용되었다. 1933년 들어 일본은 이미 불황에서 벗어났다. 1934년 들어선 다카하시는 경제가 과열될 위험에 처해 있으며, 인플레이션을 피하기 위해 군비 및 무기 지출을 줄이는 방향으로 나아갔다.
이는 특히 군부의 민족주의자로부터 즉각 강력한 반발을 초래했으며, 결국 2·26 사건으로 암살당했다. 이는 일본 정부의 모든 민간 관료에게 냉각 효과를 가져왔다. 1934년부터 군부의 정부 지배력은 계속 커졌다. 정부는 적자 지출을 줄이는 대신 물가 통제와 배급 제도를 도입하여 인플레이션을 줄였지만 완전히 제거하지는 못했으며, 인플레이션은 제2차 세계 대전이 끝날 때까지 계속 문제가 되었다.
적자 지출은 일본에 변혁적인 영향을 미쳤다. 일본의 산업 생산은 1930년대에 두 배로 증가했다. 더욱이 1929년 일본 최대 기업 목록은 경공업, 특히 섬유 회사가 지배했다(일본 자동차 제조업체의 상당수는 도요타와 같이 섬유 산업에 뿌리를 두고 있다). 1940년까지 경공업이 일본 경제에서 가장 큰 부문으로 중공업으로 되었다.

### 라틴아메리카
미국이 라틴아메리카에 매우 깊은 수준으로 투자한 상황으로 인해 대공황 시기 라틴아메리카는 심각한 피해를 입었다. 이 지역 내에서 칠레, 볼리비아, 페루가 특히 큰 타격을 입었다.
1929년 위기 이전 세계 경제와 라틴아메리카 경제는 라틴아메리카의 세계 수출에 대한 미국 및 영국 투자를 통해 연결되었다. 결과적으로 라틴아메리카의 수출 산업은 불황을 빠르게 느꼈다. 밀, 커피, 구리와 같은 상품의 세계 가격이 폭락했다. 라틴아메리카 전체의 대미 수출액은 1929년 12억 달러에서 1933년 3억 3500만 달러로 감소했으며 1940년에는 6억 6000만 달러로 증가했다.
그러나 다른 한편으로는 대공황으로 인해 정부가 새로운 지역 산업을 개발하고 소비 및 생산을 확대하는 계기를 만들었다. 뉴딜 정책의 예시를 따라 이 지역 정부들은 수백만 명의 새로운 산업 노동자들이 더 나은 생활 수준을 달성하도록 돕는 규정을 승인하고 복지 제도를 만들거나 개선했다.

### 네덜란드

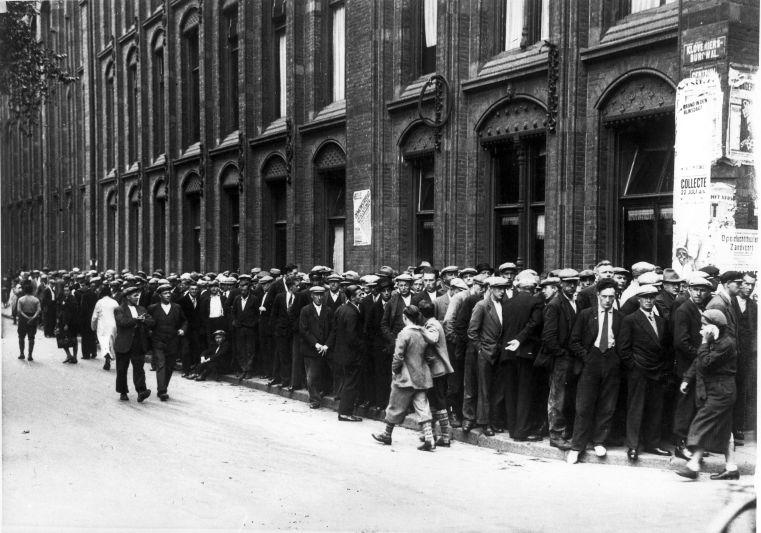
1933년 암스테르담의 실업자 행렬

대략 1931년부터 1937년까지 네덜란드는 깊고 예외적으로 긴 불황을 겪었다. 이 불황은 한편으로는 1929년 미국 주식 시장 붕괴의 후유증으로 인해 발생했으며, 다른 한편으로는 네덜란드의 내부 요인으로 인해 발생했다. 정부 정책, 특히 금본위제의 매우 늦은 포기는 불황을 연장하는 데 중요한 역할을 했다. 네덜란드의 대공황은 일부 정치적 불안정과 폭동으로 이어졌으며, 네덜란드의 파시스트 정당 네덜란드 국가사회주의운동(NSB)의 부상과 연관될 수 있다. 네덜란드의 불황은 정부가 마침내 금본위제를 포기한 1936년 말에 다소 완화되었지만, 진정한 경제적 안정은 제2차 세계 대전 이후가 되서야 도달했다.

### 뉴질랜드
뉴질랜드는 경제를 거의 전적으로 대영 농산물 수출에 의존했기 때문에 세계적인 불황에 특히 취약했다. 수출 감소는 지역 경제의 주축인 농민들의 가처분 소득 부족으로 이어졌다. 일자리가 사라지고 임금이 폭락하여 사람들이 절망에 빠지고 자선 단체가 대처할 수 없는 상황까지 왔다. 1930년대 초까지 실업률은 공식적으로 약 15%였지만 비공식적으로는 거의 두 배에 달했으며, 구제 금융 제도만이 실업자에게 제공된 유일한 정부 지원이었다(공식 수치에는 마오리족과 여성이 포함되지 않았다). 1932년에는 세 주요 도시(오클랜드, 더니딘, 웰링턴)에서 실업자 사이 폭동이 발생했다. 경찰과 자원봉사 "특별 경찰관"의 거친 진압으로 많은 사람들이 체포되거나 부상을 입었다.

### 페르시아
당시 페르시아 제국으로 알려졌던 이란에서 대공황은 수출에 부정적인 영향을 미쳤다. 1933년에는 앵글로-페르시아 석유 회사와 새로운 계약이 체결되었다.

### 폴란드
폴란드는 정부의 부적절한 경제 대응과 국가의 기존 경제 상황이 합쳐져 다른 국가보다 더 오래, 더 강하게 대공황의 영향을 받았다. 당시 폴란드는 사나치아의 권위주의 통치하에 있었고, 지도자인 유제프 피우수츠키는 1935년 사망할 때까지 금본위제 탈피에 반대했다. 그 결과 폴란드는 더 적극적인 통화 및 예산 정책을 수행할 수 없었다. 또한 폴란드는 100년 이상 독일, 러시아, 오스트리아-헝가리 제국으로 분할되어 있다가 불과 10년 전에 독립한 비교적 신생국가였다. 독립 이전에는 러시아령의 수출 91%가 러시아 본토로 향했고, 독일령의 수출 68%가 독일 본토로 향했다. 독립 이후 이러한 시장은 대부분 상실되었는데 러시아는 대부분 폐쇄 경제인 소련으로 변모했고, 독일은 1920년대 내내 폴란드와 관세 전쟁을 벌였다.
산업 생산은 크게 감소했다. 1932년 무연탄 생산량은 1928년에 비해 27% 감소했고, 강철 생산량은 61% 감소했으며, 철광석 생산량은 89% 감소했다. 반면에 전기 기술, 가죽, 제지 산업은 생산량이 미미하게 증가했다. 전체적으로 산업 생산량은 41% 감소했다. 폴란드 대공황의 특징적인 점은 산업 분산이었다. 대기업은 소기업보다 유연성이 떨어지고 근로자에게 더 많은 임금을 지불했기 때문이다.
실업률은 크게 상승(최대 43%)한 반면, 명목 임금은 1928년 대비 1933년에 51%, 1934년에 56% 하락했다. 그러나 물가 하락 정책, 특히 식료품비 감소(식료품 가격은 1928년 대비 1935년에 65% 하락)로 인해 실질 임금은 덜 하락했다. 물질적 조건의 박탈은 파업으로 이어졌고, 일부는 폭력적으로 발전하거나 폭력적으로 진압되었다. 예를 들어 사노크(사노크 굶주린 자들의 행진, 1930년 3월 6일), 레스코군(레소코 봉기, 1932년 6월 21일 – 7월 9일), 자비에르치에(피의 금요일 1930년 4월 18일) 등의 소요사태가 있다.
위기에 적응하기 위해 폴란드 정부는 높은 이자율, 신용 제한, 예산 긴축과 같은 디플레이션 방법을 사용하여 금본위제에 묶인 통화와의 고정 환율제를 유지했다. 1932년 후반에야 정부는 경제 위기 대처 계획을 실행했다. 계획 중 하나로는 1935년 최대 100,000명을 고용한 대규모 공공사업 계획이었다. 피우수츠키 사망 후 1936년 금본위제 체제가 완화되었고, 중앙 산업 지역 개발 착수는 1936~1938년 기간 동안 연평균 10% 이상의 성장률을 기록하며 경제를 활성화시켰다.

### 포르투갈
이미 독재 군정인 국가독재의 지배하에 있었던 포르투갈은 불황의 격렬한 정치적 영향을 겪지 않았다. 그러나 1928년에 이미 재무 장관으로 임명되었던 안토니우 드 올리베이라 살라자르는 자신의 권력을 크게 확장했고 1932년에 총리로 취임하여 신체제, 즉 권위주의적 조합주의 독재 정권을 세웠다. 1929년에 예산이 균형을 이루면서 불황의 영향은 예산 균형과 자급자족을 향한 가혹한 조치를 통해 완화되었고, 이는 사회적 불만은 야기했지만 안정과 궁극적으로는 인상적인 경제 성장을 가져왔다.

### 푸에르토리코
대공황 직전 몇 년간 섬과 세계 경제의 부정적인 상황은 많은 푸에르토리코 노동자에게 지속 불가능한 생계 상황을 만들었다. 1920년대에는 1928년의 파괴적인 허리케인과 후반기 세계 시장의 수요 폭락으로 인해 푸에르토리코의 주요 수출품인 원당과 커피의 수출이 급격히 감소했다. 1930년 섬의 실업률은 약 36%였고, 1933년까지 푸에르토리코의 1인당 소득은 30% 감소했다(이에 비해 1930년 미국의 실업률은 약 8%였으며 1933년에는 25%로 최고조에 달했다). 구호 및 경제 개혁을 하기 위해 미국 정부와 카를로스 차르돈, 루이스 무뇨스 마린과 같은 푸에르토리코 정치인이 1933년에 푸에르토리코 긴급구호청(PRERA)을 설립하고 운영했으며, 1935년에는 푸에르토리코 재건청(PRRA)을 설립했다.

### 루마니아
루마니아도 대공황의 영향을 받았다.

### 남아프리카 공화국
세계 무역이 불황에 빠지면서 남아프리카 공화국의 농산물 및 광물 수출 수요가 급격히 감소했다. 남아프리카 공화국의 빈곤 백인 문제에 대한 카네기 조사 위원회는 1931년 아프리카너의 거의 3분의 1이 빈곤 상태라고 결론 내렸다. 불황으로 인한 사회적 불안은 1933년 국민당 내 "게수이버데"(순수주의) 파벌과 "스멜터"(융합주의) 파벌 사이의 분열 및 국민당이 이후 남아프리카인당과 합당하는데 영향을 주었다. 실업 대책 프로그램이 시작되었는데 주로 백인에 초점을 맞췄다.

### 소련
소련은 세계에서 유일한 주요 사회주의 국가였으며 국제 무역은 거의 없었다. 소련의 경제는 다른 세계와 연결되어 있지 않았고 대공황의 영향을 거의 받지 않았다.
불황 당시 소련 경제는 중공업에 대한 집중적인 투자로 꾸준히 성장하고 있었다. 자본주의 세계가 위기에 처했을 때 소련의 명백한 경제적 성공은 많은 서구 지식인들이 소련 체제를 호의적으로 보게 만들었다. 제니퍼 번스는 다음과 같이 썼다.
대공황이 시작되고 실업률이 치솟자 지식인은 흔들리는 자본주의 경제를 러시아 공산주의와 비교해 부정적으로 바라보기 시작했다. 카를 마르크스는 자본주의가 자체적인 모순의 무게에 짓눌러 무너질 것이라 예언했는데 경제 위기가 서구를 덮친 지금이 마르크스의 예언이 이뤄진 것으로 보였다. 반면 러시아는 봉건 사회에서 산업화된 미래로 쉽게 도약하는 현대 국가의 상징으로 보였다.
대공황 초기에 소련으로의 대규모 이민이 발생했다. 핀란드에서 1만~1만 5천명, 폴란드, 스웨덴, 독일 등 인근 국가에서 수천 명이 이민을 왔다. 크렘린은 처음에는 이민자들이 자본주의의 희생자이며 소련의 대의를 돕기 위해 왔다고 믿고 이민자들의 정착을 기꺼이 도왔다. 그러나 1933년까지 많은 국가에서 최악의 불황 시기는 끝났고, 소련으로 불법 이주한 사람들이 시베리아로 보내지고 있다는 소식이 전해졌다. 이러한 상황 때문에 소련으로 향하는 이민이 크게 둔화되었고, 핀란드 이민자의 약 10분의 1이 합법적으로나 불법적으로 핀란드로 돌아갔다.

### 스페인
스페인은 높은 보호 관세를 가진 비교적 고립된 경제였으며 불황의 큰 영향을 받은 국가가 아니었다. 은행 체계도 농업과 마찬가지로 잘 버텼다.
가장 심각한 부정적인 영향은 1936년 이후 내전(1936~39년)으로 인한 기반 시설 및 인력의 심각한 파괴에서 비롯되었다. 많은 유능한 노동자가 영원한 망명길에 올랐다. 하지만 제2차 세계 대전에서 중립을 유지하고 양 측과 경제적 거래를 하며 경제는 더 이상의 붕괴를 피했다.

### 스웨덴
1930년대까지 스웨덴은 1938년 미국의 《라이프》지가 "세계 최고 수준의 생활 수준"이라고 부를 정도로 부유한 상황이었다. 또한 스웨덴은 전 세계에서 대공황으로부터 완전히 회복한 첫 국가였다. 단명한 정부와 10년도 채 되지 않은 스웨덴 민주주의 속에서 일어난 이바르 크뤼게르와 같은 사건들은 스웨덴 역사에서 악명 높게 남아 있다. 사회민주당은 페르 알빈 한손의 지도하에 1932년 강력한 개입주의 및 복지국가 정책에 기반하여 첫 장기 집권 정부를 구성했으며, 1936년 악셀 페르손-브람스토르프의 "여름 내각"이라는 유일하고 짧은 예외를 제외하고 1976년까지 총리 직을 독점했다. 40년간의 헤게모니 동안 서구 자유 민주주의 역사상 가장 성공적인 정당으로 기록되었다.

### 태국
당시 시암 왕국으로 알려졌던 태국에서 대공황은 1932년 시암 혁명으로 라마 7세의 절대군주제가 종식되는 데 기여했다.

### 튀르키예
대공황은 새롭게 수립된 튀르키예가 오스만 제국 시대 이후 경제 정책을 개혁하고 있던 시기에 발생했다. 불황이 시작되자 국가의 무역 적자는 증가했고 터키 리라는 가치를 크게 하락했다. 튀르키예 경제는 주로 농업 기반이었으므로 많은 상품의 수출 가격 하락을 초래한 수요 감소는 국가 경제에 큰 타격을 입혔다. 불황 때문에 그 이전까지 점점 더 자유주의적인 경제 정책을 따르고 있었던 정부는 더 국가주의적인 정책을 선택하기 시작했다.

### 영국

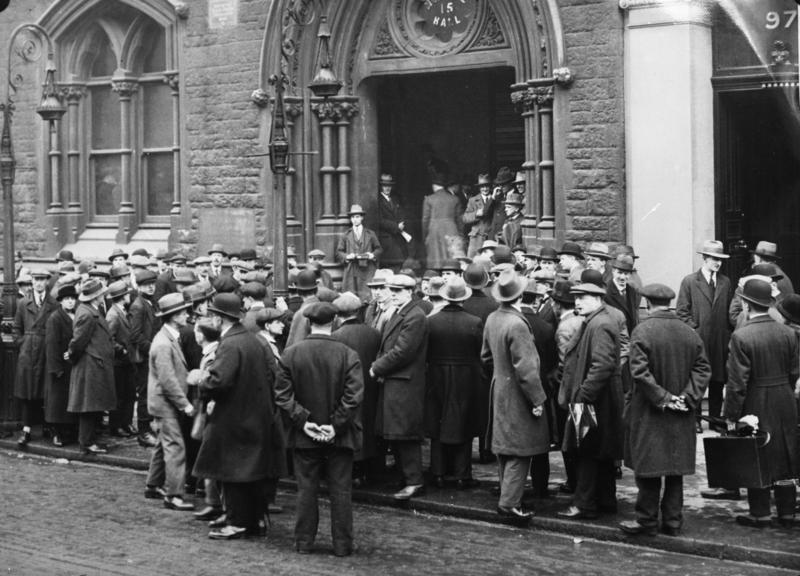
1930년 런던 구빈원 앞 실업자의 모습

세계 불황은 영국이 10년 이상 전에 일어난 제1차 세계 대전의 영향에서 아직 완전히 회복되지 않은 시기에 발생했다. 영국은 1931년에 금본위제에서 이탈했다.
세계 금융 위기는 1931년 영국을 휩쓸기 시작했다. 전 세계 투자자는 하루 250만 파운드 비율로 런던에서 금을 인출하기 시작했다. 프랑스 은행과 뉴욕 연방준비은행으로부터 각각 2,500만 파운드의 신용과 1,500만 파운드의 보증 발행은 영국 위기를 늦추었지만 상황을 역전시키지는 못했다. 금융 위기는 1931년 8월 영국에서 주요 정치 위기를 일으켰다. 적자가 증가하자 은행가는 예산 균형을 요구했다. 램지 맥도널드 총리의 노동당 정부는 내각이 분열된 가운데 이에 동의했다. 정부는 세금을 인상하고 지출을 삭감했다. 또한 가장 논란이 많았던 정책으로 실업 수당을 20% 삭감하는 것을 제안했다. 복지에 대한 공격은 노동 운동에 용납될 수 없었다. 맥도널드는 사임하려 했지만 조지 5세 국왕은 그가 남아 전당 연합인 "국민 정부"를 구성할 것을 주장했다. 보수당과 자유당은 소수의 노동당 인사들과 함께 합류했지만, 대부분의 노동당 지도자는 맥도널드를 새로운 정부를 이끈 배신자라고 비난했다. 영국은 금본위제를 이탈했고, 대공황 기간 동안 다른 주요 국가들보다 상대적으로 피해가 적었다. 1931년 영국 총선에서 노동당은 사실상 붕괴되었고, 맥도널드는 대부분이 보수당인 연합의 총리로 남게 되었다.
영국 북부 산업 지역에 미친 영향은 즉각적으로 왔고 그 영향도 파괴적이었다. 이는 전통 산업 제품에 대한 수요가 붕괴되었기 때문이다. 1930년 말까지 실업률은 100만 명에서 250만 명(보험 가입 노동력의 20%)으로 두 배 이상 증가했으며, 수출 가치는 50% 하락했다. 1933년에는 글래스고 시민의 30%가 중공업의 심각한 쇠퇴로 인해 실업 상태였다. 북동부 일부 도시에서는 조선업 산업역량이 90% 감소하면서 실업률이 70%까지 치솟았다. 1932년 9월~10월의 1932년 전국 기아 행진은 1920년대와 1930년대 영국에서 발생한 일련의 기아 행진 중 가장 큰 규모였다. 약 20만 명의 실업자가 노동 수용소로 보내졌으며, 이는 1939년까지 운영되었다.
덜 산업화된 미들랜드와 남잉글랜드 지역에서는 영향이 단기적이었고, 1930년대 후반은 번영기였다. 전기 제품의 현대적 제조업 성장과 자동차 산업의 붐은 증가하는 남부 지역 인구와 확대되는 중산층의 도움을 받았다. 농업도 이 기간 동안 붐이 일어났다.

### 미국

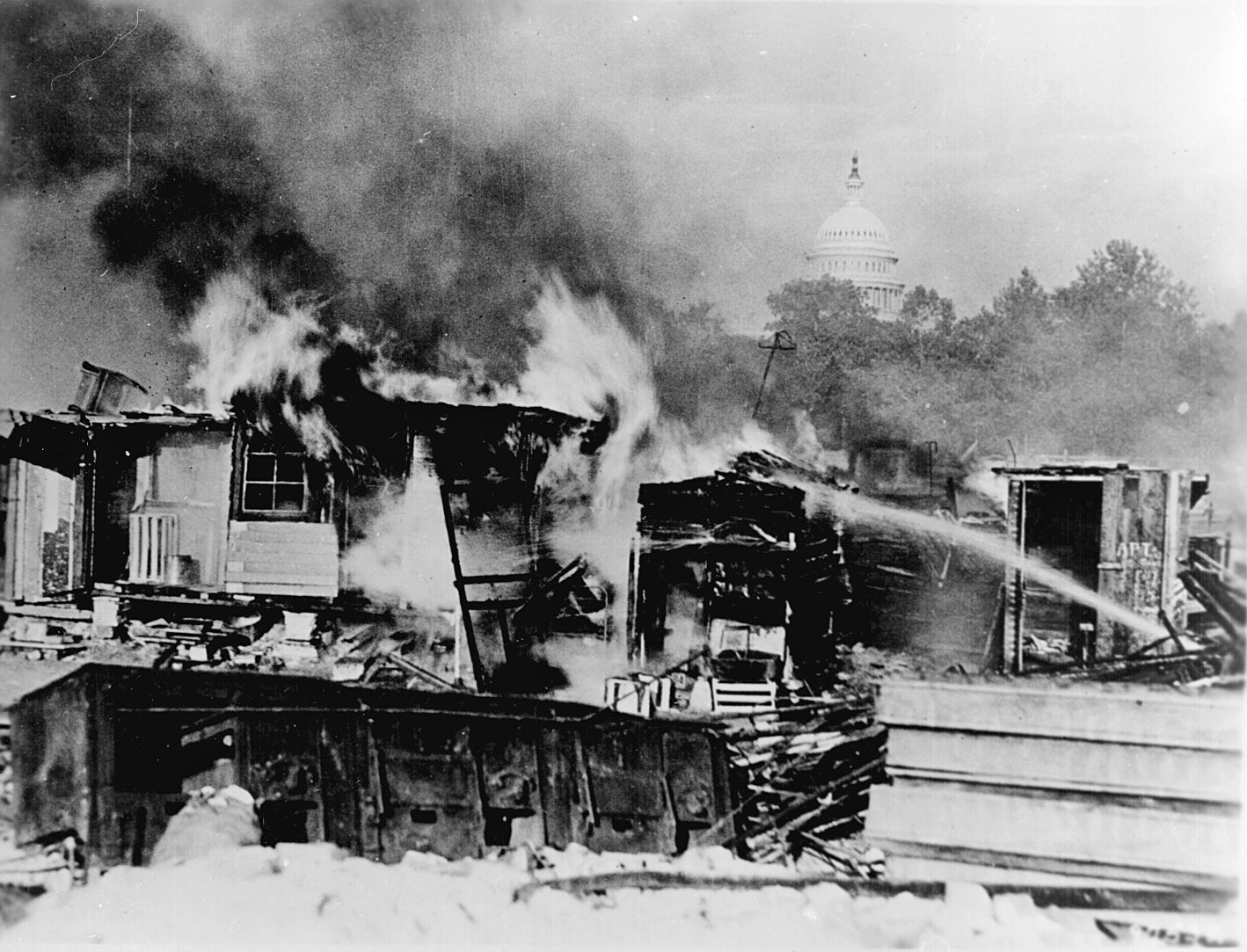
보너스 아미(제1차 세계 대전 참전 용사들)가 후버 대통령의 명령으로 정규군에게 쫓겨나고 난 후 워싱턴 D.C. 아나코스티아 평원의 불타는 판자집의 모습(1932년)

불황에 맞선 후버의 첫 조치는 기업들에게 인력을 줄이거나 임금을 삭감하지 않도록 장려하는 데 기반했지만, 기업은 선택의 여지가 거의 없었다. 임금은 삭감되었고, 노동자는 해고되었으며, 투자는 연기되었다.
1930년 6월, 의회는 수천 개의 수입품에 관세를 인상하는 스무트-홀리 관세법을 통과했다. 이 법의 의도는 수입품 가격을 인상하여 미국산 제품 구매를 장려하고, 동시에 연방 정부의 세수를 늘리고 농민을 보호하는 목적이었다. 하지만 미국과 무역하던 대부분의 국가가 보복으로 미국산 제품에 관세를 인상하여 국제 무역을 감소시키고 불황을 악화시켰다.
1931년, 후버는 은행가에게 국가신용공사를 설립하여 대형 은행들이 부실 은행의 생존을 도울 수 있도록 촉구했다. 그러나 은행가는 부실 은행에 투자하기를 꺼렸고, 국가신용공사는 문제 해결에 거의 기여하지 못했다.
1932년 들어 실업률은 23.6%에 달했고, 1933년 초에는 25%로 최고조에 달했다. 이 기간 감옥에서 풀려난 사람은 범죄 기록 낙인 때문에 특히 취업에 어려움을 겪었으며, 이는 종종 경제적 절박함과 합쳐져 재범으로 이어졌다. 농업 중심지에서는 가뭄이 지속되었고, 기업과 가계는 사상 최대 규모의 대출을 연체했으며, 5,000개 이상의 은행이 파산했다. 수십만 명의 미국인이 집을 잃고 전국에 나타나기 시작한 판자촌(일명 "후버빌")에 모여들었다. 이에 대응하여 후버 대통령과 의회는 새로운 주택 건설을 촉진하고 주택 압류를 줄이기 위해 연방 주택대출은행법을 승인했다. 후버 행정부의 마지막 경제 활성화 시도는 1932년 긴급 구호 및 건설법(ERA) 통과였으며, 이 법에는 댐 건설과 같은 공공사업 프로그램 자금과 재건 금융 공사(RFC) 설립이 포함되었다. 재건 금융 공사는 은행을 구제하고 금융 기관에 대한 신뢰를 회복하기 위해 20억 달러까지 대출할 권한을 가진 연방 기관이었다. 그러나 20억 달러는 모든 은행을 구제하기에 충분하지 않았고, 뱅크런과 은행 파산은 계속되었다. 분기마다 경제는 하락세를 보였고, 물가, 이익, 고용이 하락하여 1932년 정치 재편 선거로 이어져 프랭클린 D. 루스벨트가 집권했다.

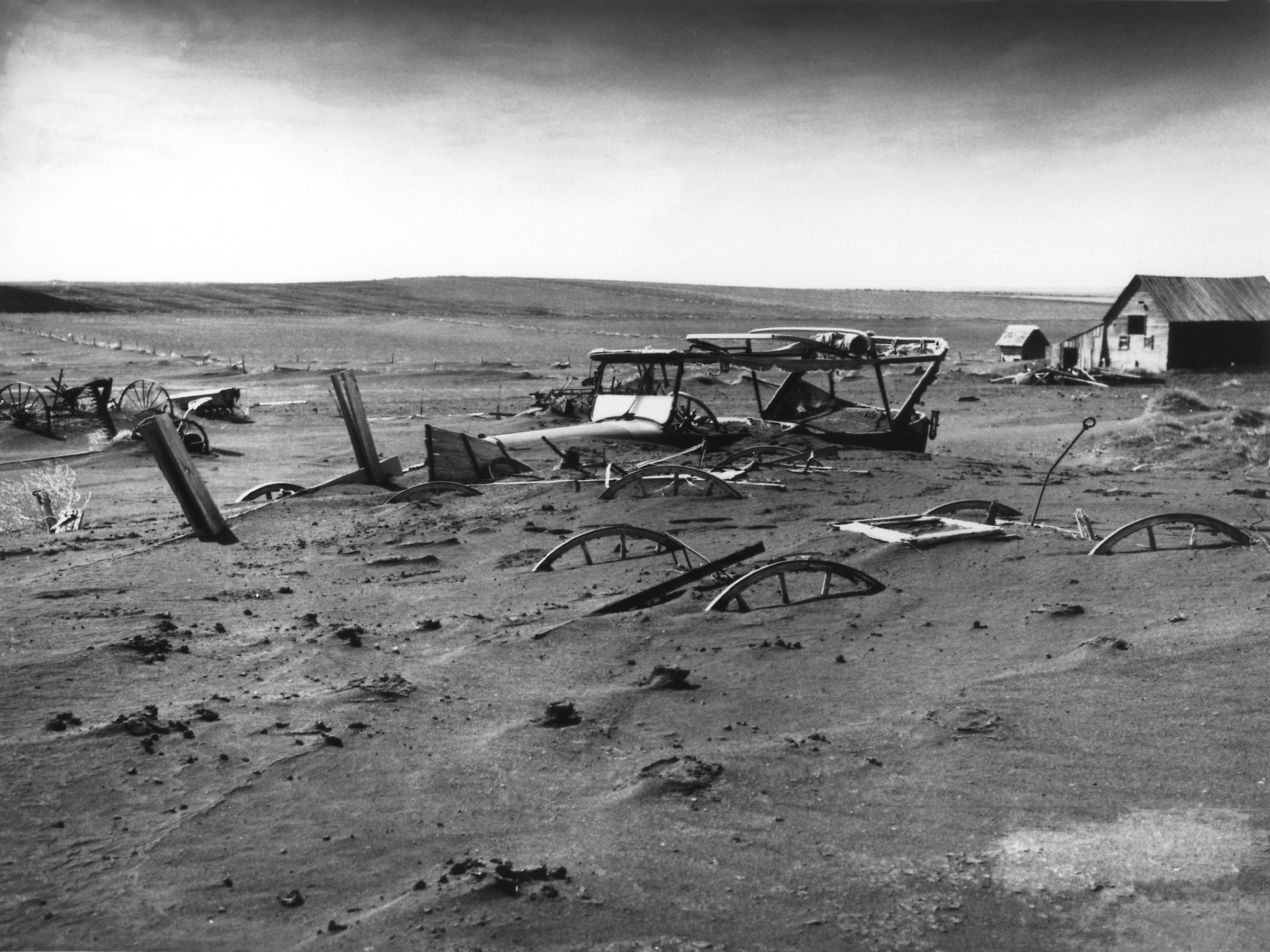
1936년 5월 사우스다코타주에서 농장 마당에 묻힌 기계. 황진은 대평원에서 대공황과 동시에 발생했다.

1933년 프랭클린 D. 루스벨트 대통령이 취임한 직후, 가뭄과 침식이 합쳐져 황진이 일어나고 이 때문에 중서부의 수십만 명의 이재민이 농장을 떠났다. 취임 이후 루스벨트는 또 다른 불황을 막거나 현재의 불황을 연장하는 것을 피하기 위해 경제 구조 조정이 필요하다고 주장했다. 뉴딜 프로그램은 증가된 정부 지출과 금융 개혁 기관을 통해 수요를 활성화하고 빈곤층에게 일자리와 구호를 제공하고자 했다.
5일간의 "은행 휴무" 기간 동안 긴급 은행법이 서명되었다. 이 법은 재무부 감독 하에 건전한 은행의 영업을 재개해주었으며, 필요한 경우 연방 대출을 이용할 수 있도록 했다. 1933년 증권법은 증권 산업을 포괄적으로 규제했다. 이어서 1934년 증권거래법이 제정되어 미국 증권거래위원회가 설립되었다. 이후 몇 차례 수정되었지만 두 법의 주요 조항은 여전히 효력을 발휘한다. 미국 예금보험공사를 통해 은행 예금에 대한 연방 보험이 제공되었고, 글래스-스티갈 법이 제정되었다.
농업조정법으로 농산물 가격을 인상하기 위해 농장 생산량을 줄이는 인센티브를 제공했다. 국가산업부흥청(NRA)은 미국 경제에 여러 가지 대대적인 변화를 가져왔다. NRA를 통해 정부와 협력하여 모든 산업에서 최저 가격과 임금, 노동 기준, 경쟁 조건을 설정하여 디플레이션의 "가혹한 경쟁"에 맞서 싸우도록 기업을 움직였다. 노동계급의 구매력을 높이기 위해 노동조합 운동을 장려했다. 하지만 NRA는 1935년 미국 대법원으로 위헌 판결을 받았다.

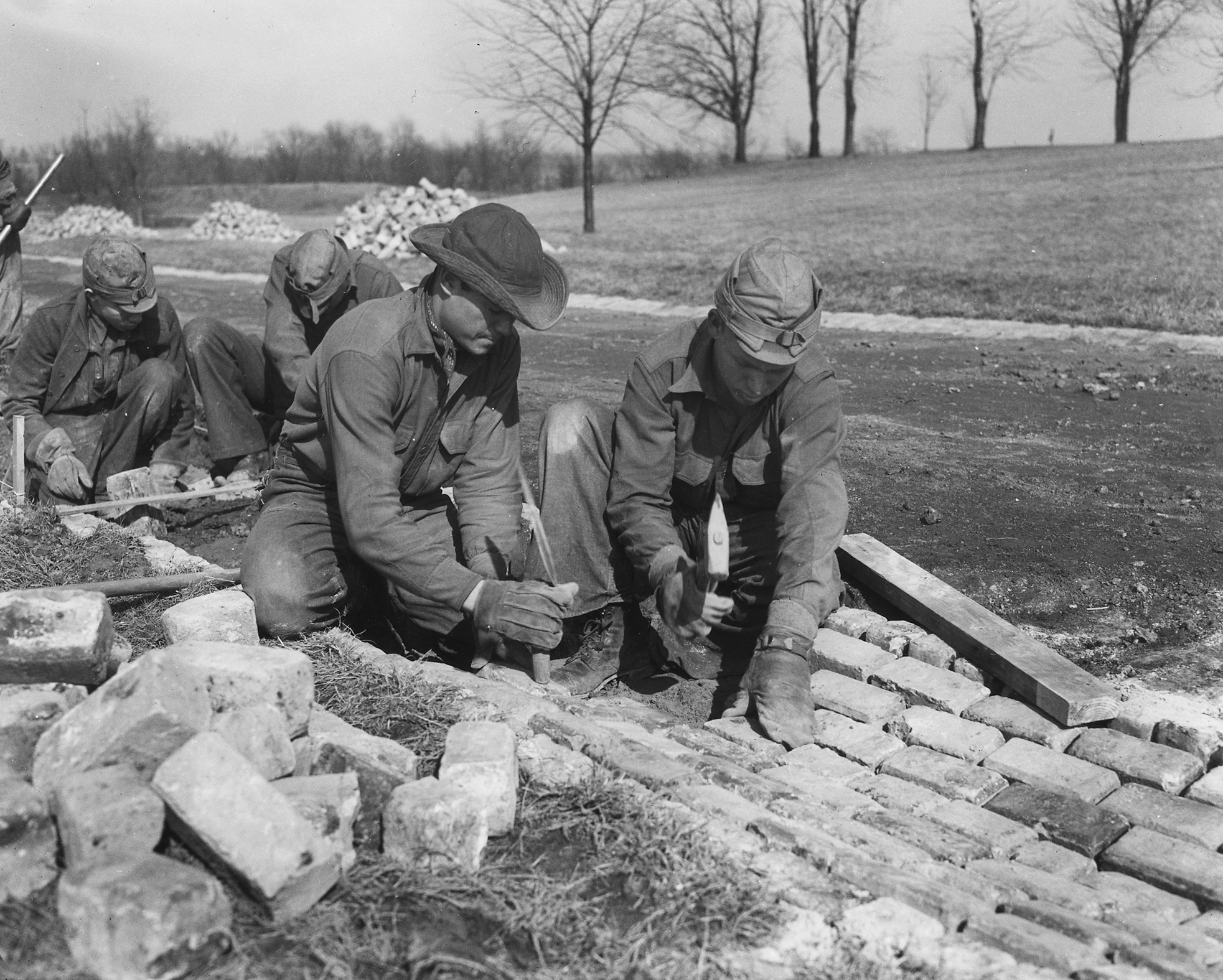
1933년 CCC 노동자가 배수로를 건설하고 있다. 300만 명이 넘는 실업 상태의 젊은 남성이 도시 밖으로 나와 CCC가 관리하는 2,600개 이상의 작업 캠프에 배치되었다.

이러한 개혁은 몇 가지 다른 구제 및 회복 조치와 함께 제1차 뉴딜이라고 불린다. 1933년과 1934년에 설립된 새로운 알파벳 기관과 이전부터 존재했던 재건 금융 공사와 같은 기관을 통해 경제 부양을 시도했다. 1935년에는 "제2차 뉴딜"이 사회보장(이후 페어딜 정책을 통해 크게 확장되었다), 실업자들을 위한 일자리 프로그램(공공사업진흥국, WPA), 그리고 전국노동관계위원회를 통해 노동조합 성장에 대한 강력한 자극을 추가했다. 1929년에는 연방 지출이 GDP의 3%에 불과했다. 후버 시대에 국가 부채의 GNP 대비 비율은 20%에서 40%로 증가했다. 루스벨트는 전쟁이 시작될 때까지 이를 40%로 유지했고, 전쟁이 시작되자 128%로 치솟았다.
1936년까지 주요 경제 지표는 1920년대 후반 수준을 회복했지만 실업률은 11%로 여전히 높았다. 하지만 이는 1933년의 25%보다는 상당히 낮았다. 1937년 봄, 미국의 산업 생산은 1929년 생산량을 초과했고 1937년 6월까지 이 수준을 유지했다. 1937년 6월, 루스벨트 행정부는 연방 예산 균형을 맞추기 위해 지출을 줄이고 세금을 인상했다. 그 후 미국 경제는 1938년 내내 13개월간 급격한 하락세를 보였다. 산업 생산은 몇 달 안에 거의 30% 감소했으며, 내구소비재 생산은 더 빠르게 감소했다. 실업률은 1937년 14.3%에서 1938년 19.0%로 급등했으며, 1938년 초에는 500만 명에서 1200만 명 이상으로 증가했다. 제조업 생산량은 1937년 최고치에서 37% 감소하여 1934년 수준으로 돌아갔다.

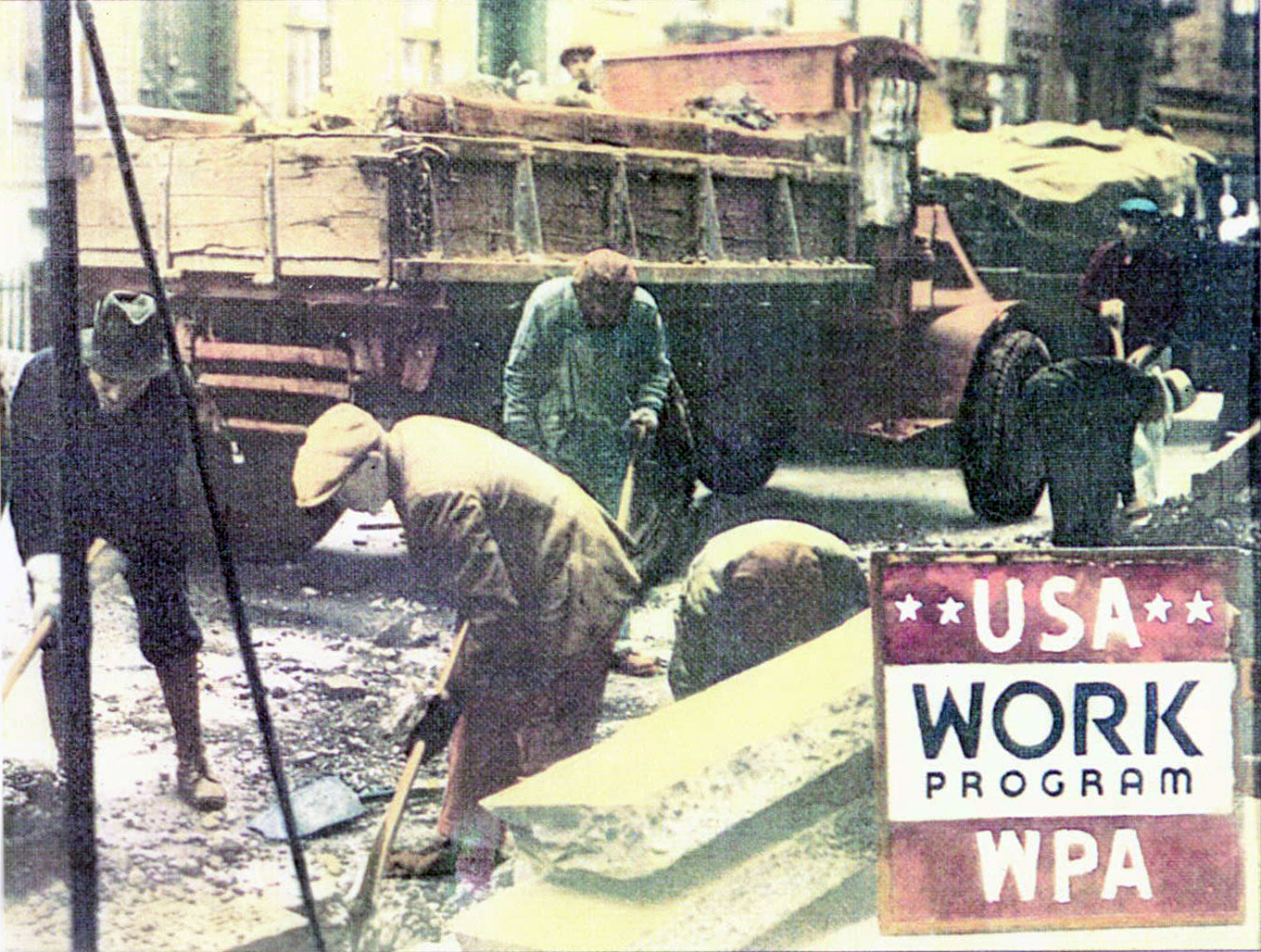
WPA는 비숙련 노동에 200만~300만 명을 고용했다.

생산자들은 내구소비재에 대한 지출을 줄였고 재고가 감소했지만, 개인 소득은 1937년 최고치에 비해 15%만 낮았다. 실업률이 상승함에 따라 소비자 지출이 감소하여 생산량이 더욱 감소했다. 1938년 5월까지 소매 판매가 증가하기 시작했고 고용이 개선되었으며 산업 생산은 1938년 6월 이후 상승세로 돌아섰다. 1937~38년 경기 침체로부터 회복된 후, 보수주의자는 초당파적인 보수 연합을 결성하여 뉴딜 정책의 추가 확장을 막았고, 1940년대 초 실업률이 2%로 떨어지자 WPA, CCC, PWA 구호 프로그램을 폐지했다. 사회 보장은 그대로 유지되었다.
1933년부터 1939년까지 연방 지출은 세 배 증가했고, 루스벨트의 비판자는 그가 미국을 사회주의 국가로 만들고 있다고 비난했다. 대공황은 제2차 세계 대전 이후 유럽 국가들에서 사회민주주의와 계획 경제의 시행하는데 큰 영향을 끼쳤다(마셜 플랜 참조). 케인스주의는 일반적으로 1970년대와 1980년대 사이에 밀턴 프리드먼과 다른 신자유주의 경제학자들이 새롭게 창안된 신자유주의 이론을 공식화하고 전파하여 시카고 학파 경제학에 편입시키기 전까지 미국과 유럽 일부 지역에서 가장 영향력 있는 경제 학파로 활약했다. 신자유주의는 미국에서 로널드 레이건 대통령, 영국에서 마거릿 대처 총리의 당선으로 인기가 정점에 달했으며, 주류 학계와 정책 결정 분야에서 케인스주의 경제학의 지배에 도전했다.

## 명칭
"대공황"(Great Depression)이라는 용어는 영국 경제학자 라이어널 로빈스의 1934년 저서 《The Great Depression》에서 유래되었으며, 이 책이 용어를 공식화했다고 인정받고 있다. 하지만 후버가 이 용어를 대중화한 것으로 널리 인정받는다. 후버는 사석에서 경기 침체를 불황(depression)이라고 지칭했는데, 예를 들어 "경제 불황은 입법 조치나 행정 발표로 치료할 수 없다"(1930년 12월, 의회 연설)와 "세계가 대불황을 겪고 있음을 다시 언급할 필요가 없다"(1931년)와 같은 사용이 있다.

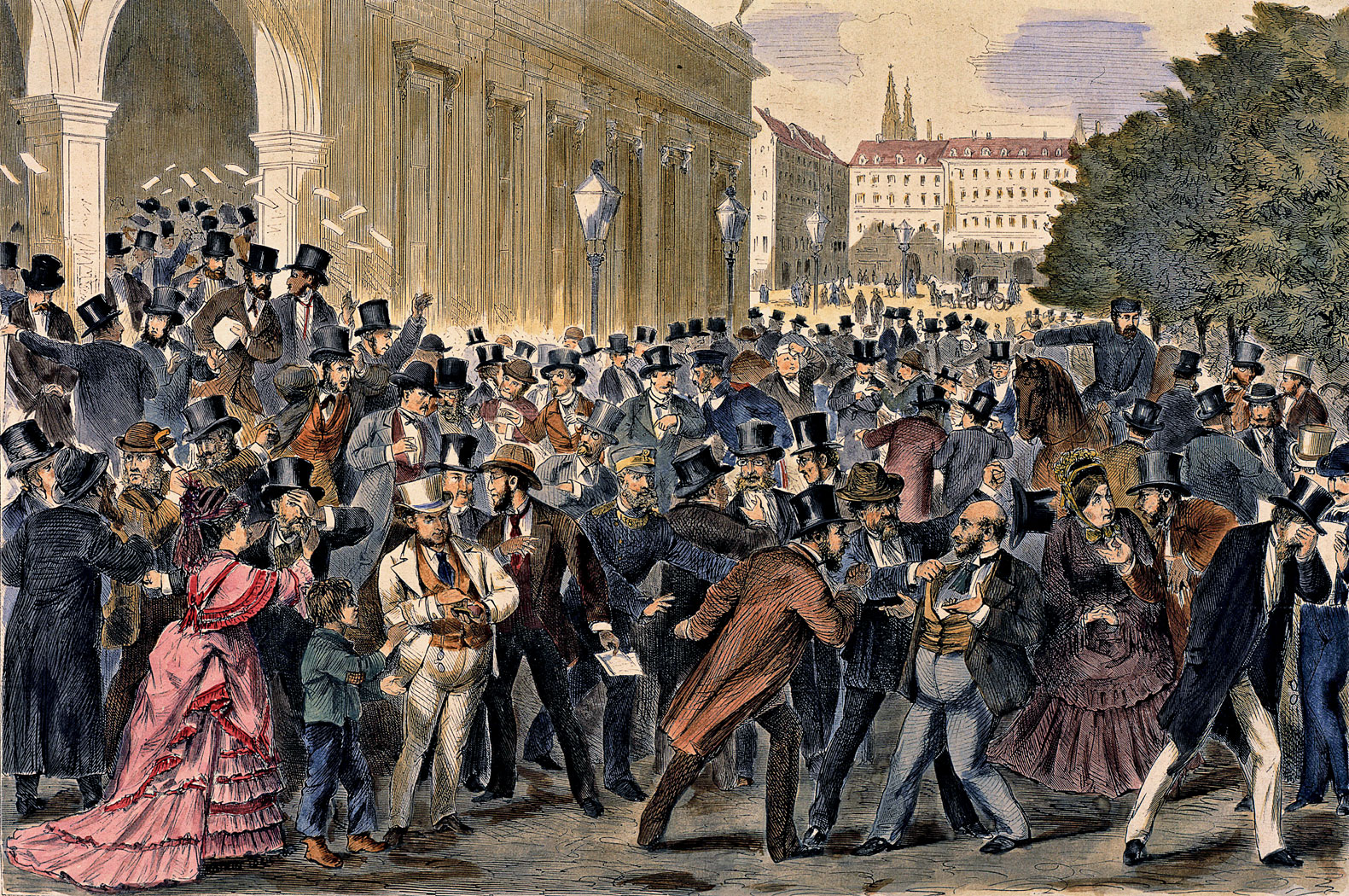
1873년 5월 9일 빈 증권거래소의 검은 금요일. 이후 1873년 공황과 장기불황이 뒤따랐다.

경제 침체를 지칭하는 "불황(depression)"이라는 용어는 19세기까지 거슬러 올라가며, 다양한 미국과 영국 정치인 및 경제학자가 사용했다. 미국 최초의 대규모 경제 위기인 1819년 공황은 당시 대통령 제임스 먼로가 "불황"으로 지칭했으며, 대공황 직전 가장 최근의 경제 위기인 1920년~1921년 공황은 당시 대통령 캘빈 쿨리지이 "불황"으로 지칭했다.
금융 위기는 전통적으로 "공황(panics)"으로 지칭했으며, 대공황 직전 가장 최근에는 대규모 공황인 1907년 공황과 소규모 1910년~1911년 공황이 있었지만 1929년 위기는 "붕괴(The Crash)"라고 불렸고, 그 이후 "공황"이라는 용어는 더 이상 사용되지 않게 되었다. 대공황 당시 "대불황(The Great Depression)"이라는 용어는 이미 1873년부터 1896년(영국) 또는 더 좁게는 1873년부터 1879년(미국)까지의 기간을 지칭하는 데 사용되었으며, 이 기간은 1929년 대공황이 닥친 이후에는 장기불황으로 이름이 변경되었다.

### 다른 "대불황"
소련 해체와 그에 따른 경제 관계 붕괴는 1990년대 구소련 국가와 옛 동구권에서 심각한 경제 위기와 생활 수준의 재앙적인 하락을 일으켰으며, 이는 대공황보다도 더 심각했다. 1998년 러시아 금융 위기 이전에도 러시아의 GDP는 1990년대 초반의 절반이었다.

## 대침체와 비교
2008년 이후 전 세계적인 경제 침체는 1930년대 침체와 비교되었다.
1928년과 1929년은 20세기 들어 부의 격차가 매우 극심하게 왜곡된 유일한 시기였다. 실업자의 절반이 6개월 이상 일자리를 잃었는데, 이는 2000년대 후반의 대침체까지 반복되지 않았다. 2007년과 2008년에는 결국 1928년과 1929년의 부의 격차 불평등에 필적하는 새로운 수준의 세계적 부의 격차 불평등에 도달했다.

## 같이 보기
- 대공황의 원인
- 대공황 시기 도시
- 대공황 시기 오락
- 대공황 시기 무법자 목록
- 대공황 연표

### 일반
- 제2차 세계 대전의 원인
- 제1차 세계 대전의 원인
- 경제 붕괴
- 국제 관계 (1919년-1939년)
- 전간기 프랑스
- 비자발적 실업
- 경제 위기 목록

## 참고 문헌

### 전 세계
- Brendon, Piers. The Dark Valley: A Panorama of the 1930s (2000) comprehensive global economic and political history; 816pp
- Davis, Joseph S. The World Between the Wars, 1919–39: An Economist's View (1974)
- Garraty, John A. The Great Depression: An Inquiry into the causes, course, and Consequences of the Worldwide Depression of the Nineteen-Thirties, as Seen by Contemporaries and in Light of History (1986) online
- Garside, W.R. ed. Capitalism in crisis: International responses to the Great Depression (1993), essays by experts
- Grossman, Mark. Encyclopedia of the Interwar Years: From 1919 to 1939 (2000). 400 pp. worldwide coverage
- Hall Thomas E. and J. David Ferguson. The Great Depression: An International Disaster of Perverse Economic Policies (1998)
- Hodson, H.V. Slump and Recovery, 1929–37: A Survey of World Economic Affairs (Oxford UP, 1938). online
- Kehoe, Timothy J. and Edward C. Prescott. Great Depressions of the Twentieth Century (2007)
- 국제연맹. World Economic Survey 1935–1936 (1936) online
- Rees, Goronwy. The great slump: capitalism in crisis, 1929–33 (1970) online, Marxist.
- Rothermund, Dietmar. The Global Impact of the Great Depression (1996)
- Woytinsky, Wladimir. The Social Consequences of the Economic Depression (International Labour Office, 1936). Statistics of major economies; not online.

### 유럽
- Aldcroft, Derek H. "Economic Growth in Britain in the Inter-War Years: A Reassessment." Economic History Review, 20#2, 1967, pp. 311–26. online
- Ambrosius, G. and W. Hibbard, A Social and Economic History of Twentieth-Century Europe (1989)
- Broadberry, S. N. The British Economy between the Wars (Basil Blackwell 1986)
- Feinstein. Charles H. The European Economy between the Wars (1997)
- James, Harold. The German slump : politics and economics, 1924–1936 (1986) online
- Kaiser, David E. Economic diplomacy and the origins of the Second World War: Germany, Britain, France and Eastern Europe, 1930–1939 (1980)
- Konrad, Helmut and Wolfgang Maderthaner, eds. Routes Into the Abyss: Coping With Crises in the 1930s 보관됨 24 1월 2020 - 웨이백 머신 (Berghahn Books, 2013), 224 pp. Compares political crises in Germany, Italy, Austria, and Spain with those in Sweden, Japan, China, India, Turkey, Brazil, and the United States.
- Psalidopoulos, Michael, ed. The Great Depression in Europe: Economic Thought and Policy in a National Context (Athens: Alpha Bank, 2012). ISBN 978-960-99793-6-8. Chapters by economic historians cover Finland, Sweden, Belgium, Austria, Italy, Greece, Turkey, Bulgaria, Yugoslavia, Romania, Spain, Portugal, and Ireland. table of contents 보관됨 13 3월 2017 - 웨이백 머신
- Tipton, F. and R. Aldrich, An Economic and Social History of Europe, 1890–1939 (1987)

### 미국 및 캐나다
- Dickstein, Morris. Dancing in the dark : a cultural history of the Great Depression (2009) online
- Helping the Homeless Man: Activities and Facilities of the Central Registry for Homeless Single Men. ca. 1933–1934. 18 photographic prints (1 box). At the Labor Archives of Washington, University of Washington Libraries Special Collections.
- Galbraith, John Kenneth, The Great Crash, 1929 (1954), popular online
- Goldston, Robert, The Great Depression: The United States in the Thirties (1968)
- Kennedy, David, Freedom from Fear: The American People in Depression and War, 1929-1945 (2000)
- McNeese, Tim, and Richard Jensen. The Great Depression 1929–1938 (Discovering U.S. History) (2010) online, for middle schools.
- Mitchell, Broadus. Depression Decade: From New Era through New Deal, 1929–1941 (1947), 462 pp., thorough coverage of the U.S. economy online
- Reis, Ronald A. The Great Depression and the New Deal : America's economy in crisis (2011) for secondary schools. online
- Safarian, A. E. The Canadian economy in the Great Depression (2009) online
- Washington Women's Heritage Project Records: Ethel P. Storey Oral History Interview (13/20). 1985. 4 sound cassettes; papers. Storey discusses the Great Depression and hardships of early life, abortion, childbearing and motherhood. At the Labor Archives of Washington, University of Washington Libraries Special Collections.
- Young, William H. The Great Depression in America : a cultural encyclopedia (2007) online

### 기타 지역
- Brown, Ian. The Economies of Africa and Asia in the Inter-war Depression (1989)
- Drinot, Paulo, and Alan Knight, eds. The Great Depression in Latin America (2014) excerpt
- Latham, Anthony, and John Heaton, The Depression and the Developing World, 1914–1939 (1981).
- Shiroyama, Tomoko. China during the Great Depression : market, state, and the world economy, 1929–1937 (2008) online

### 경제 이론 또는 계량경제학에 초점
- Bernanke, Ben. "The Macroeconomics of the Great Depression: A Comparative Approach" Journal of Money, Credit, and Banking (1995) 27#1 pp 1–28 online
- Eichengreen, Barry J. Hall of mirrors : the Great Depression, the great recession, and the uses-and misuses-of history (2015), leading economist compares economic decline after 1929 and after 2008. online
- Eichengreen, Barry. Golden Fetters: The gold standard and the Great Depression, 1919–1939. 1992.
- Eichengreen, Barry, and Marc Flandreau. The Gold Standard in Theory and History (1997)
- Friedman, Milton, and Anna Jacobson Schwartz. A Monetary History of the United States, 1867–1960 (1963), monetarist interpretation (heavily statistical)
- Glasner, David, ed. Business Cycles and Depressions (Routledge, 1997), 800 pp. Excerpt
- Grinin, L., Korotayev, A. and Tausch A. eds. Economic Cycles, Crises, and the Global Periphery (2016).
- Haberler, Gottfried. The World Economy, money, and the great depression 1919–1939 (1976)
- Kehoe, Timothy J. and Edward C. Prescott, eds. Great Depressions of the Twentieth Century (2007), essays by economists on the U.S., Britain, France, Germany, Italy and on tariffs; statistical
- Kindleberger, Charles P. The World in Depression, 1929–1939 (3rd ed. 2013) online
- Madsen, Jakob B. "Trade Barriers and the Collapse of World Trade during the Great Depression", Southern Economic Journal, (2001) 67#4 pp. 848–68 online at JSTOR.
- Markwell, Donald. John Maynard Keynes and International Relations: Economic Paths to War and Peace (Oxford University Press, 2006).
- Mundell, R.A. "A Reconsideration of the Twentieth Century", American Economic Review 90#3 (2000), pp. 327–40 online version
- Richardson, H. W. "The Basis of Economic Recovery in the Nineteen-Thirties: A Review and a New Interpretation." Economic History Review, 15#2 (1962), pp. 344–63. online; focus on United Kingdom.
- Christina D. Romer. "The Nation in Depression", Journal of Economic Perspectives (1993) 7#2 pp. 19–39 in JSTOR 보관됨 3 7월 2016 - 웨이백 머신, statistical comparison of U.S. and other countries